# Zottegem
Zottegem es un municipio de la región de Flandes, en la provincia de Flandes Oriental, Bélgica. El 1 de enero de 2019 contaba con 26.582 habitantes que con un área de 56,66 km² da una densidad de población de 469 habitantes por km². Además forma parte de las Ardenas flamencas. 
La ciudad es conocida sobre todo por el conde de Egmont, que tiene su cripta de Egmont, sus dos estatuas de Egmont, su castillo de Egmont y su museo de Egmont en Zottegem. El palacio de Leeuwergem y el castillo de Breivelde también se encuentran en el municipio. El museo arqueológico de Velzeke se centra en la prehistoria y en la época de los romanos.

## Geografía

### Secciones del municipio
El municipio comprende los antiguos municipios, que se fusionaron en 1977, de:
| - Zottegem - Elene - Erwetegem - Godveerdegem - Grotenberge - Leeuwergem - Oombergen - Sint-Goriks-Oudenhove - Sint-Maria-Oudenhove - Strijpen - Velzeke-Ruddershove |

## Demografía

### Evolución
Todos los datos históricos relativos al actual municipio, el siguiente gráfico refleja su evolución demográfica, incluyendo municipios después de efectuada la fusión el 1 de enero de 1977.
| Gráfica de evolución demográfica de Zottegem entre 1846 y 2020 |
|                                                                |

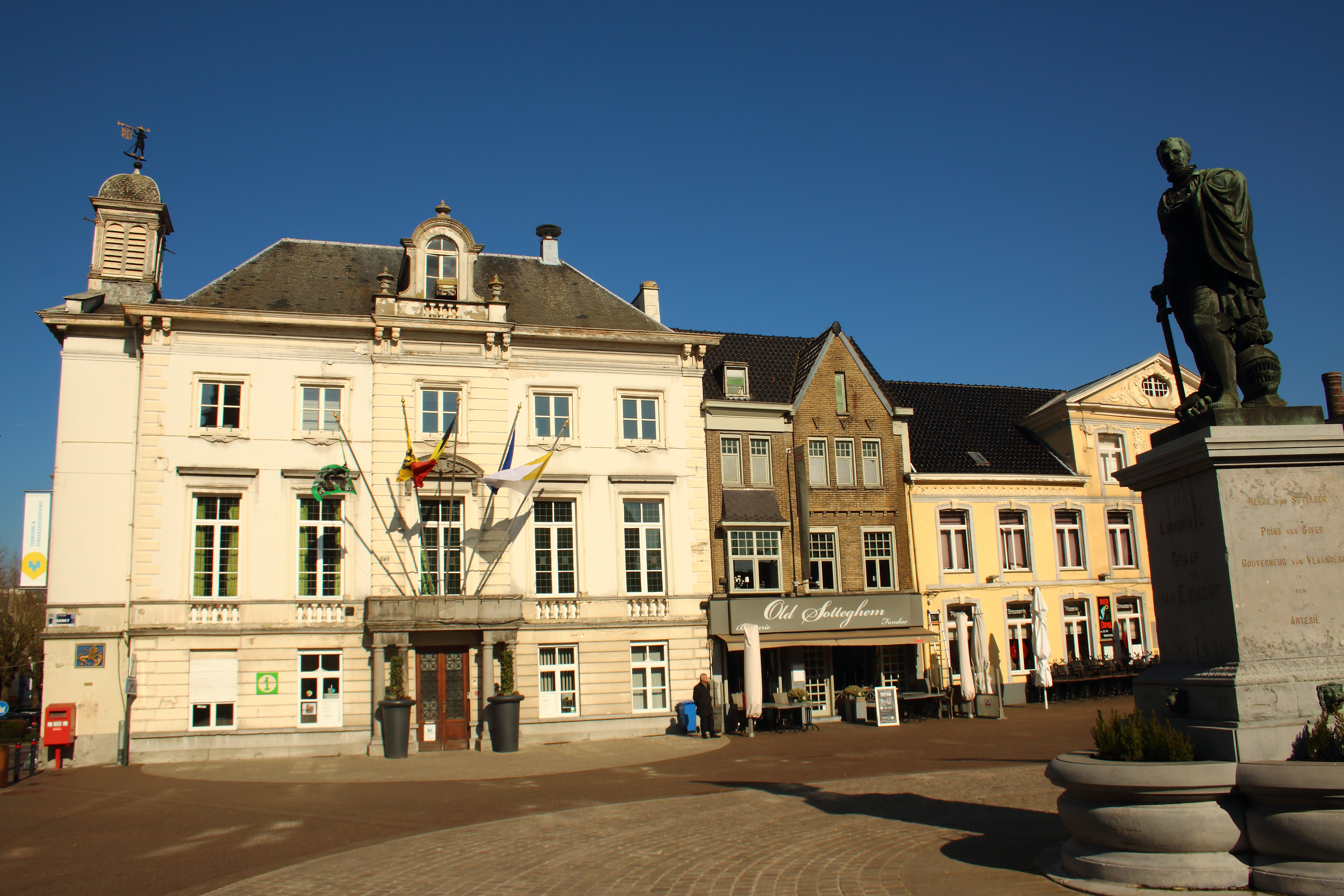
Ayuntamiento y Estatua del Conde de Egmont, plaza mayor
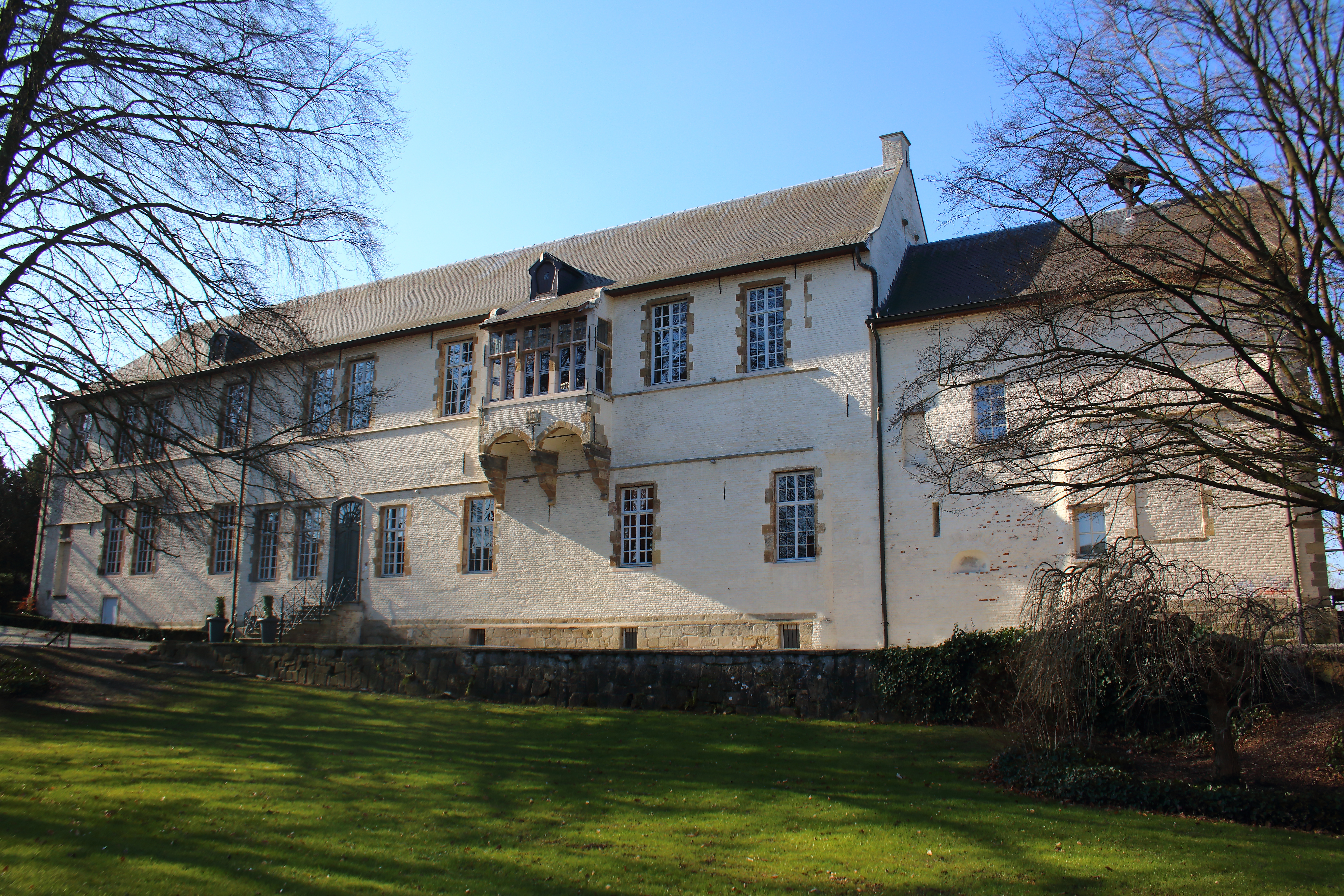
Castillo de Egmont
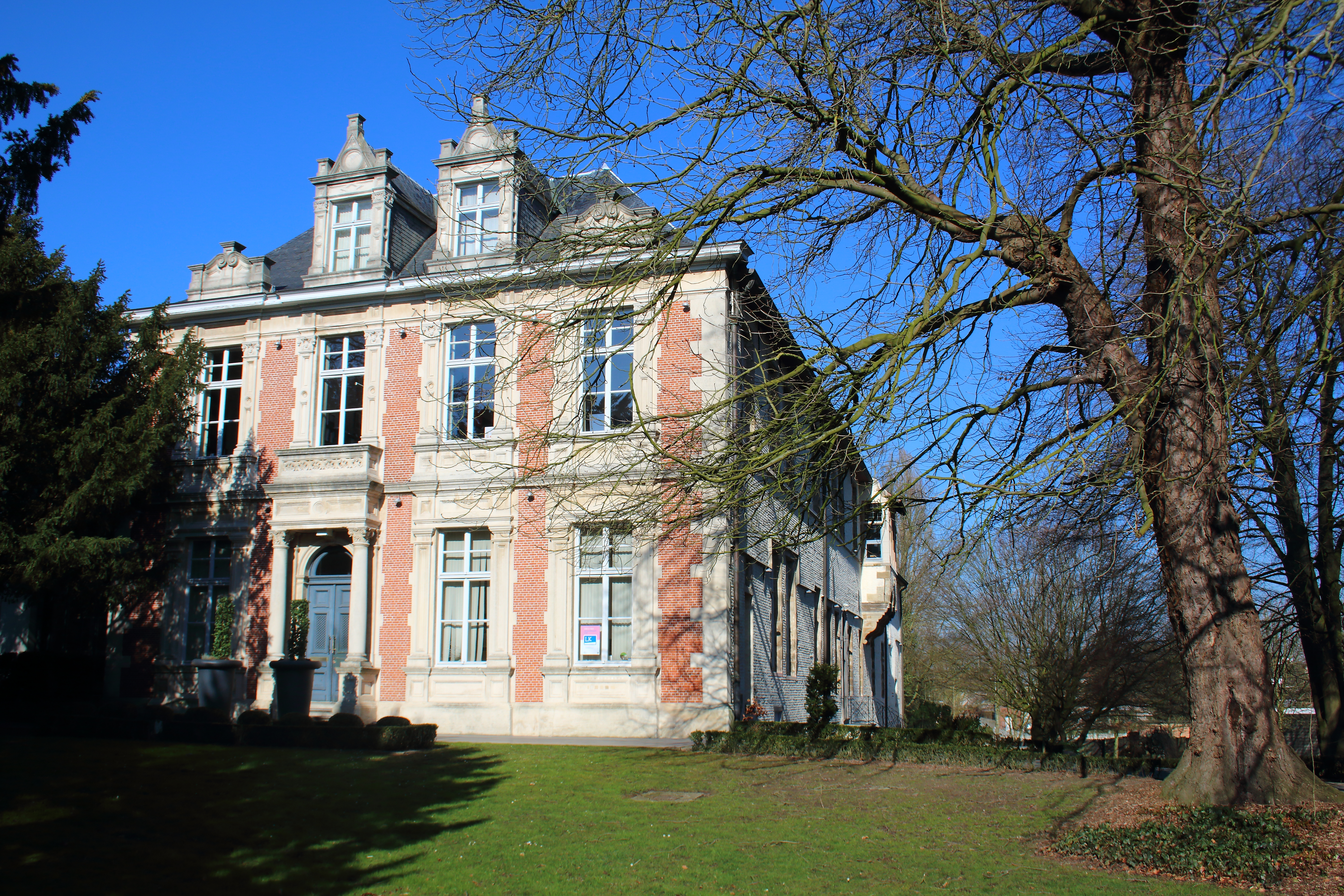
Castillo de Egmont
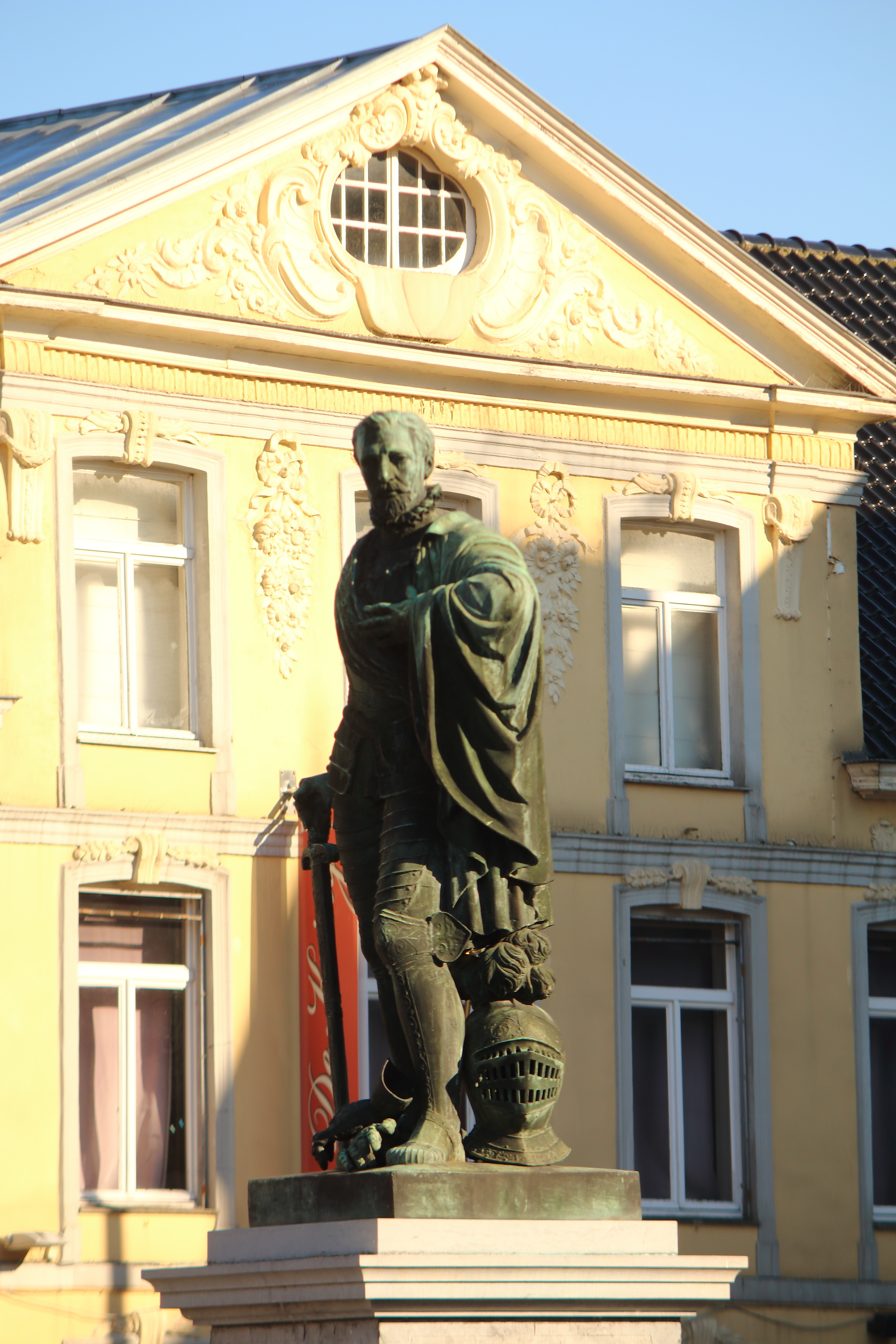
Estatua del Conde de Egmont, plaza mayor
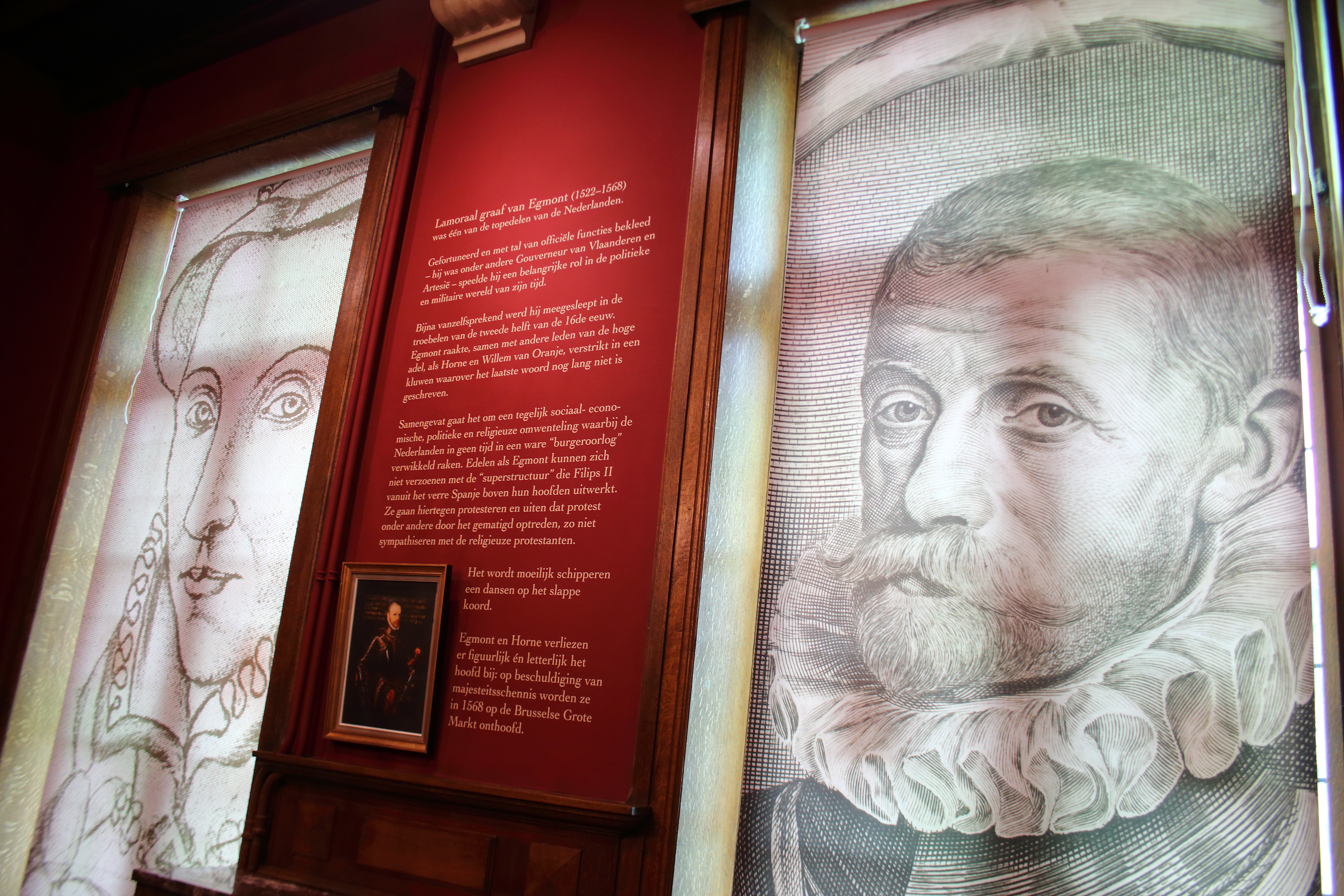
Museo de Egmont, ayuntamiento
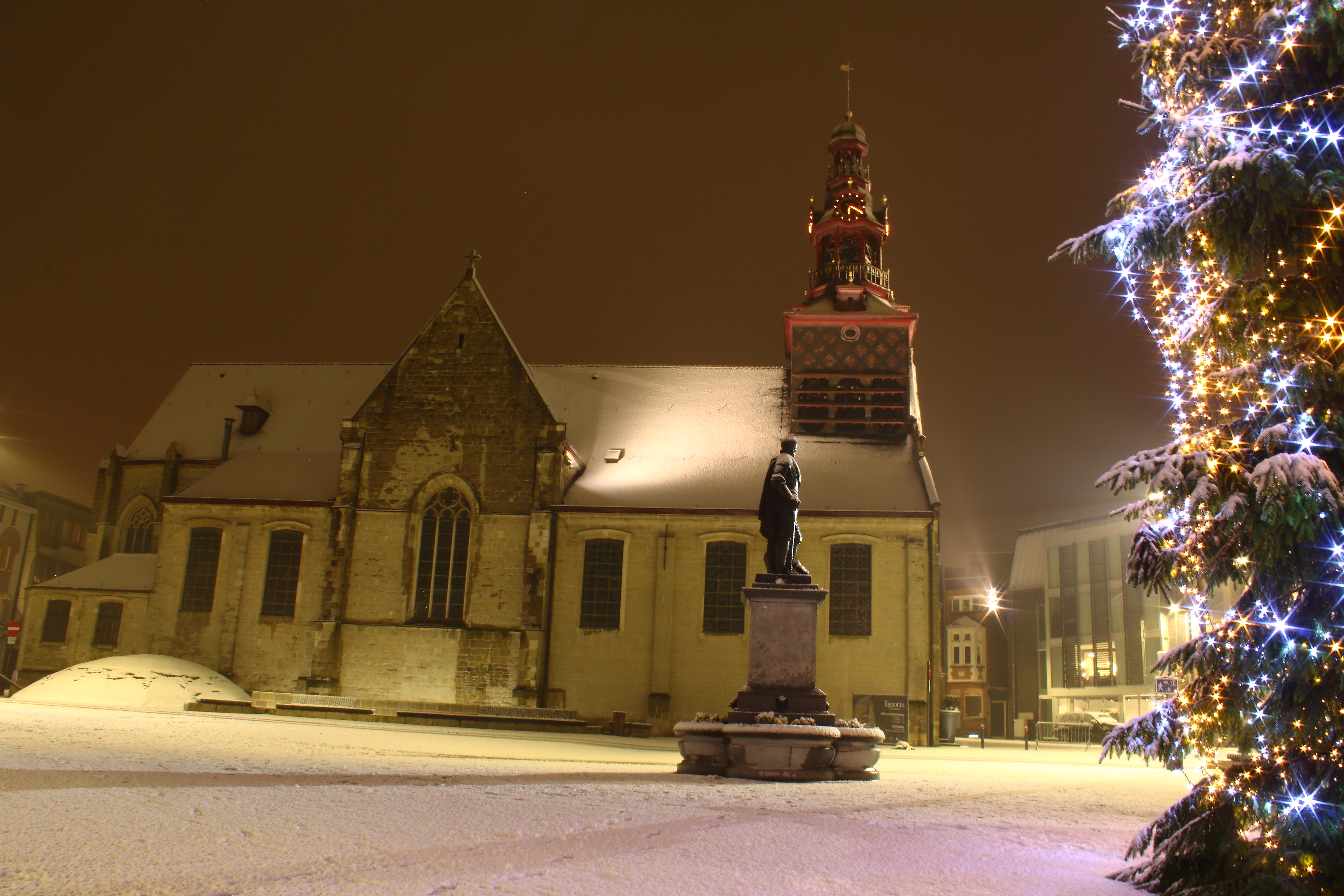
Iglesia de la Asunción, plaza mayor
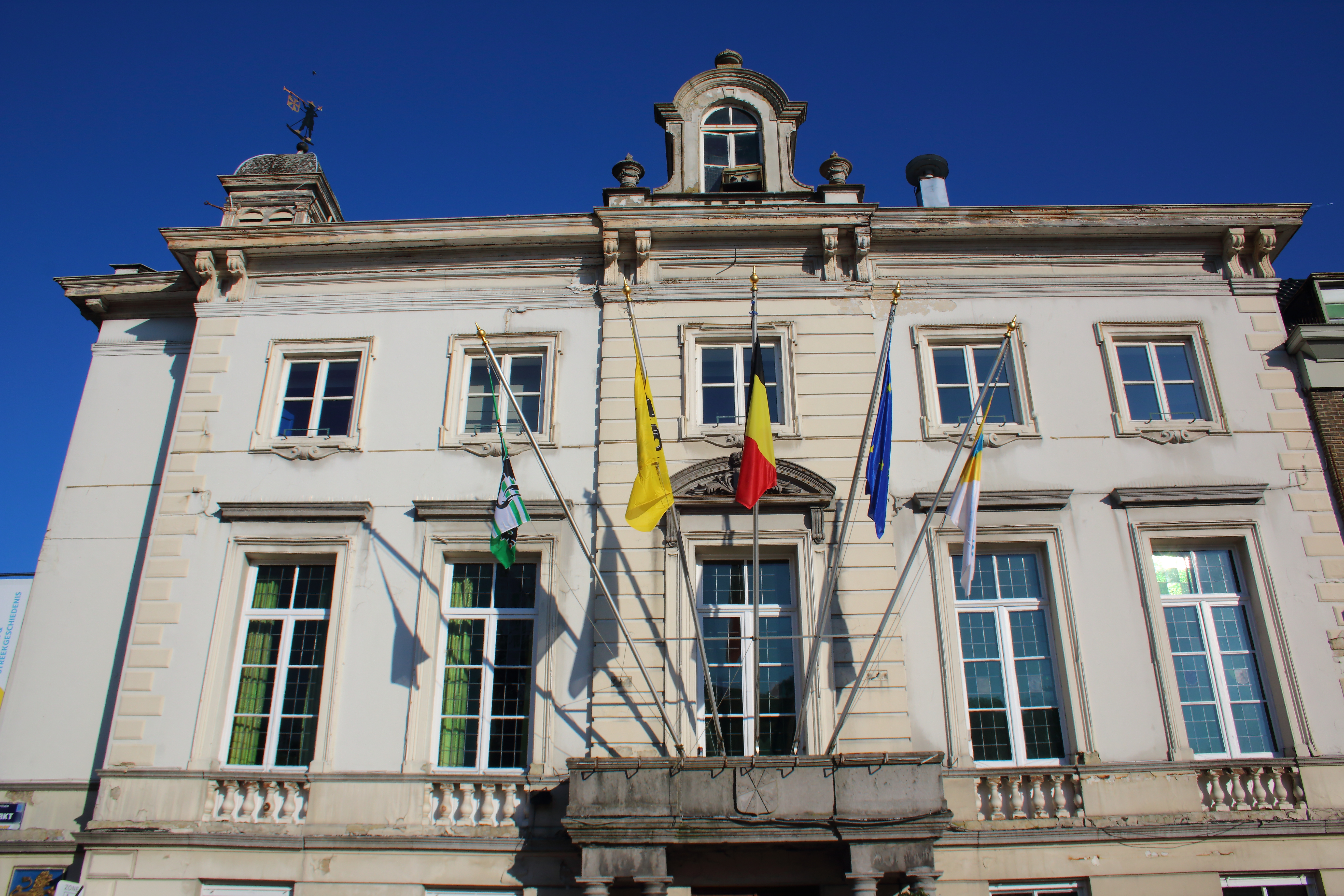
Ayuntamiento, plaza mayor
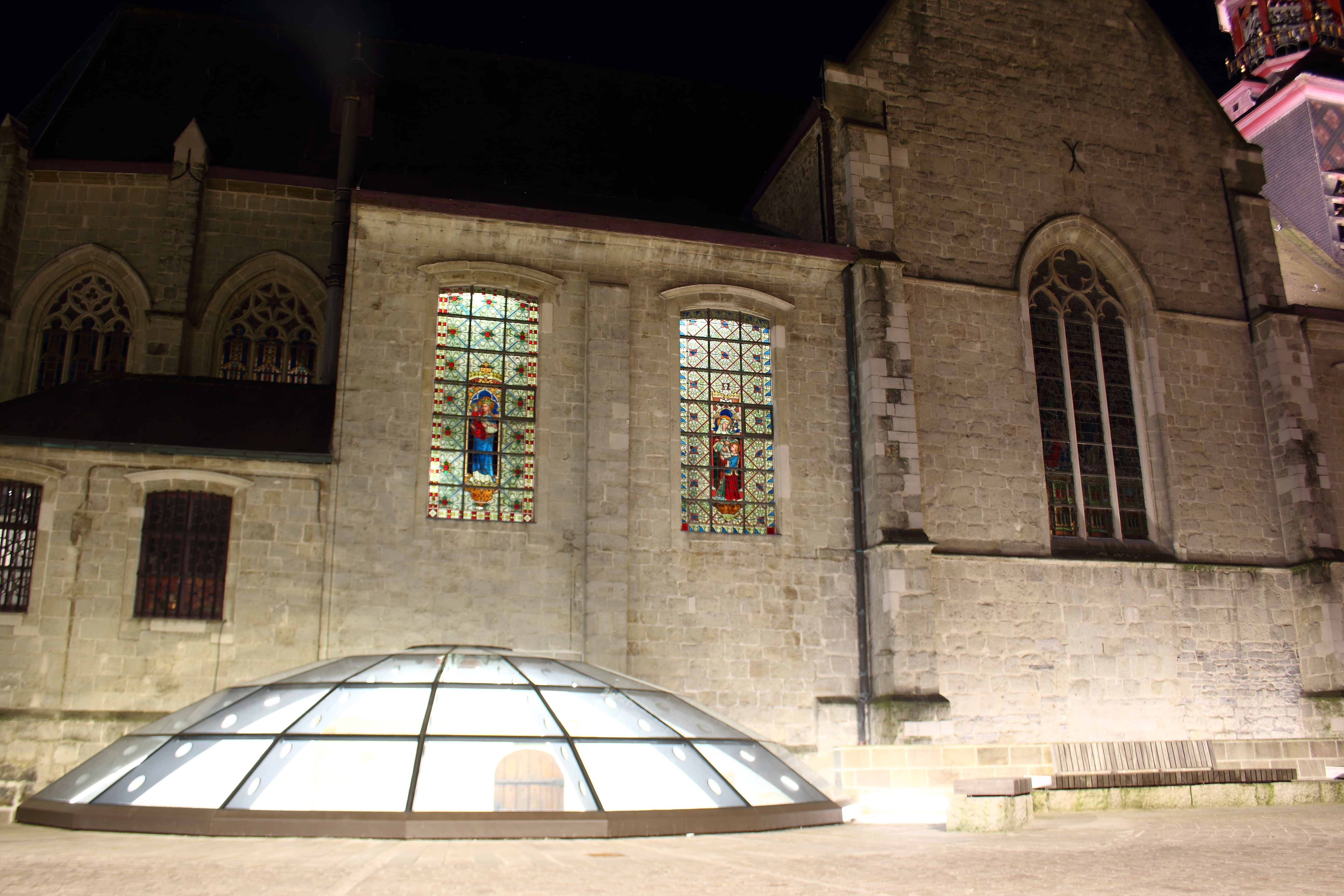
Cripta de Egmont, plaza mayor
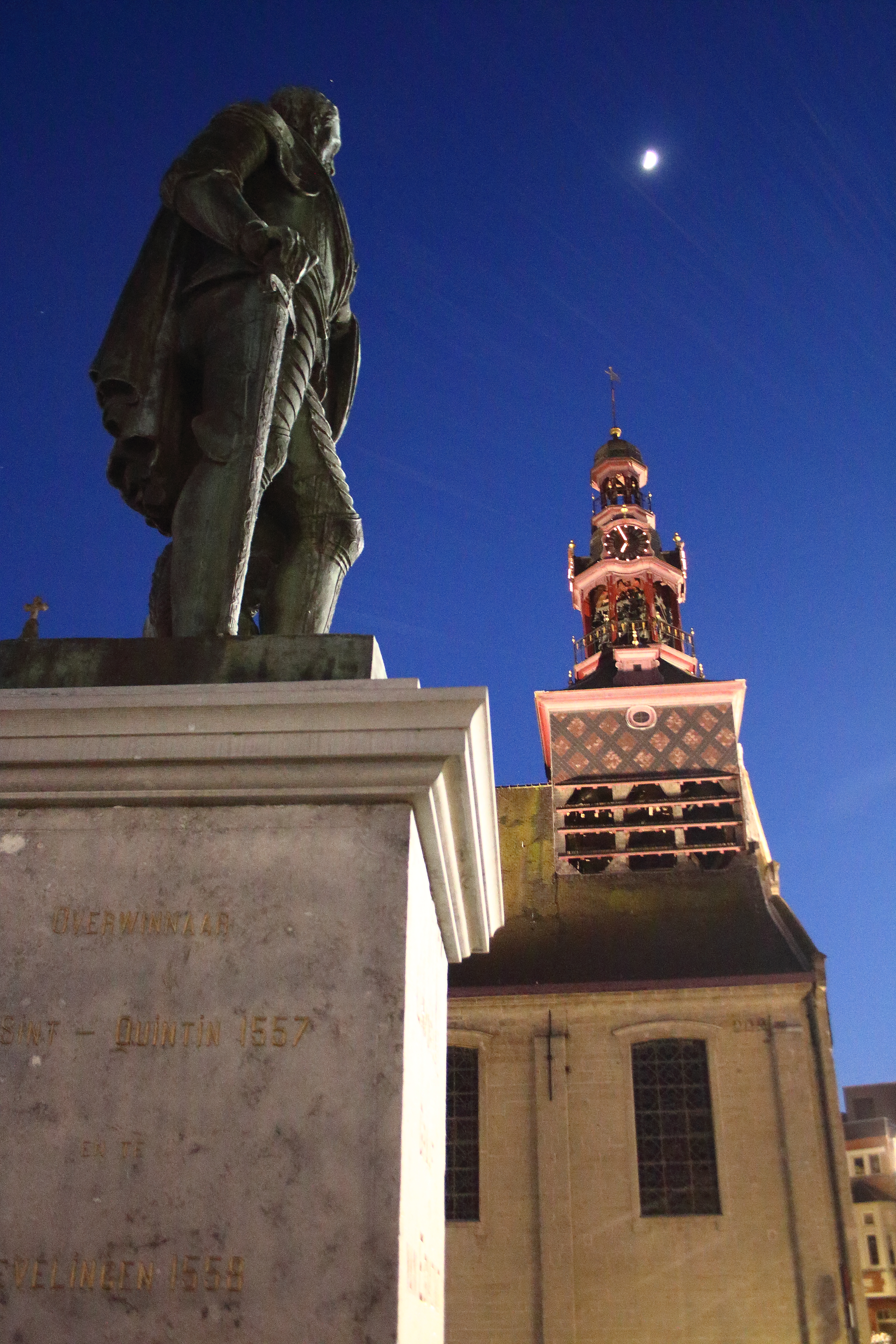
Estatua del Conde de Egmont e iglesia de la Asunción, plaza mayor
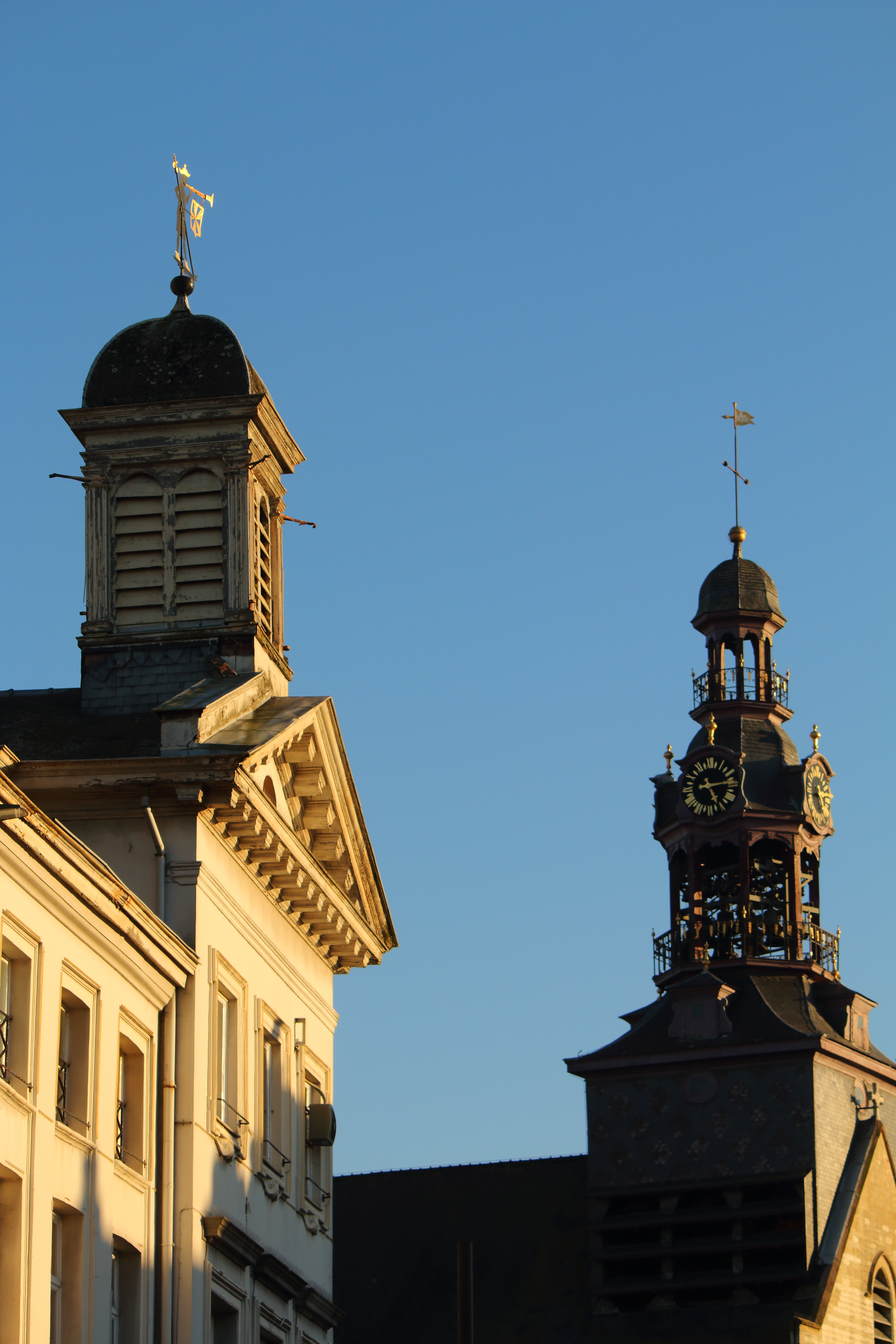
Ayuntamiento e iglesia de la Asunción, plaza mayor
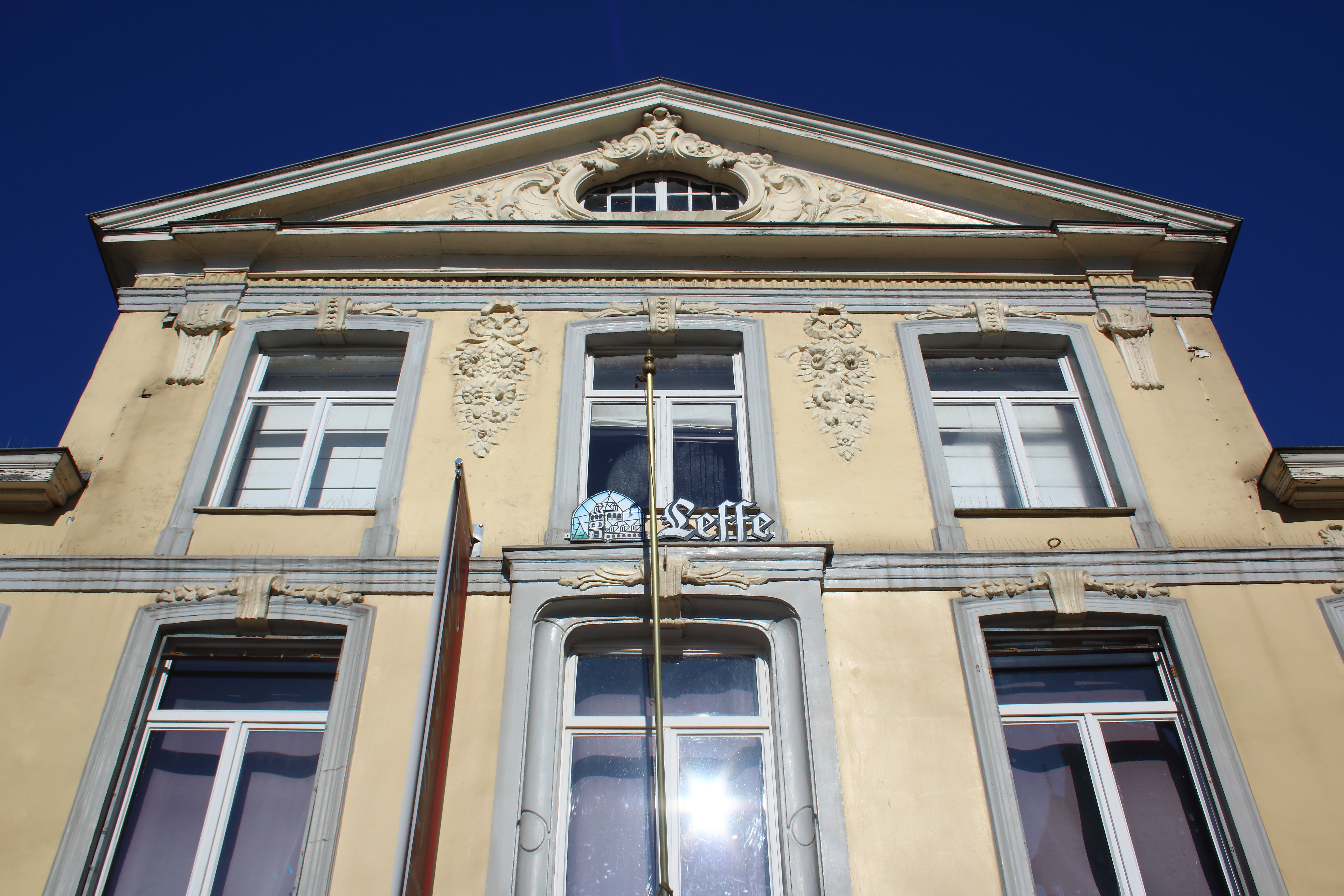
Casa del "Círculo Católico", plaza mayor
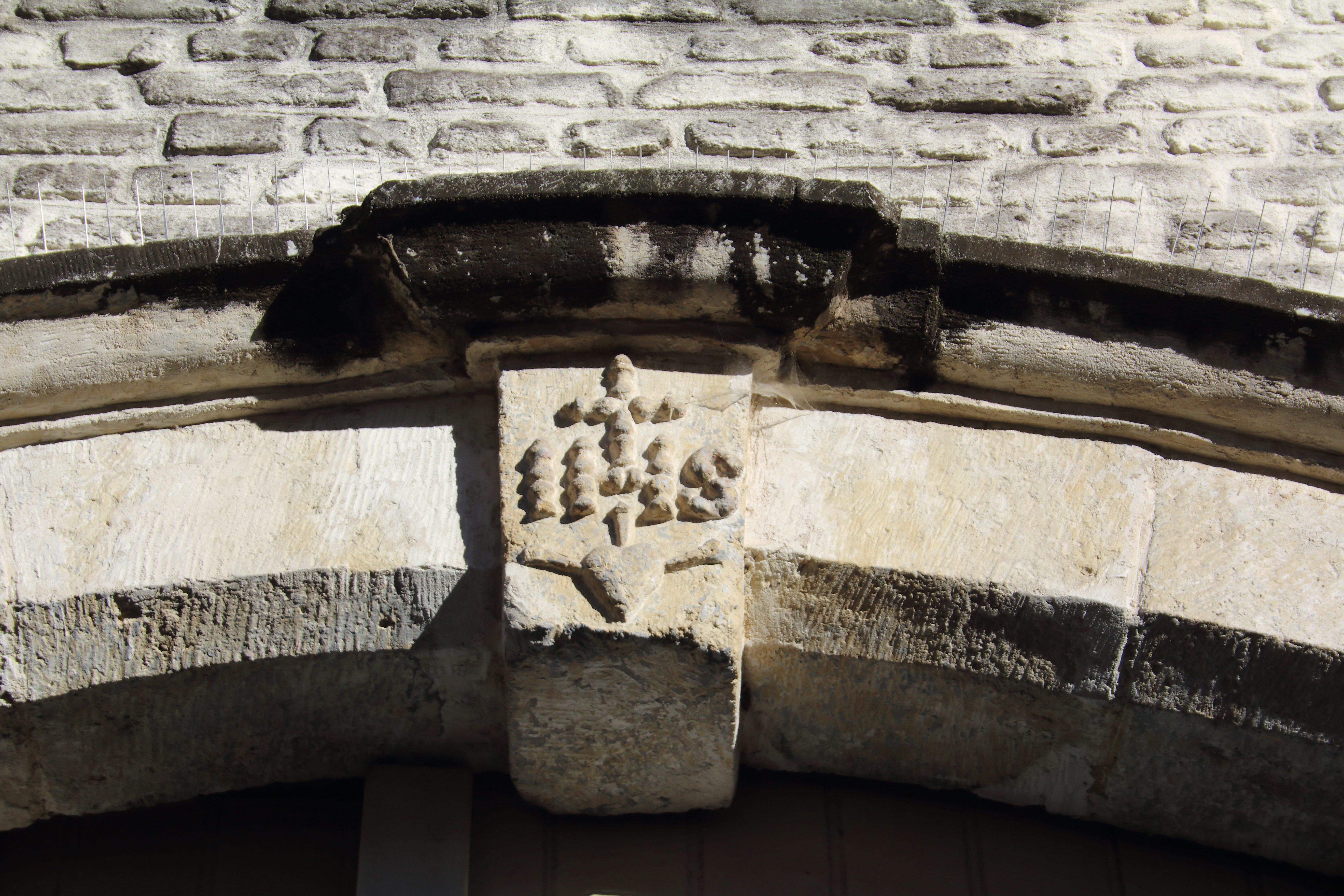
Antiguo hospital, Hospitaalstraat
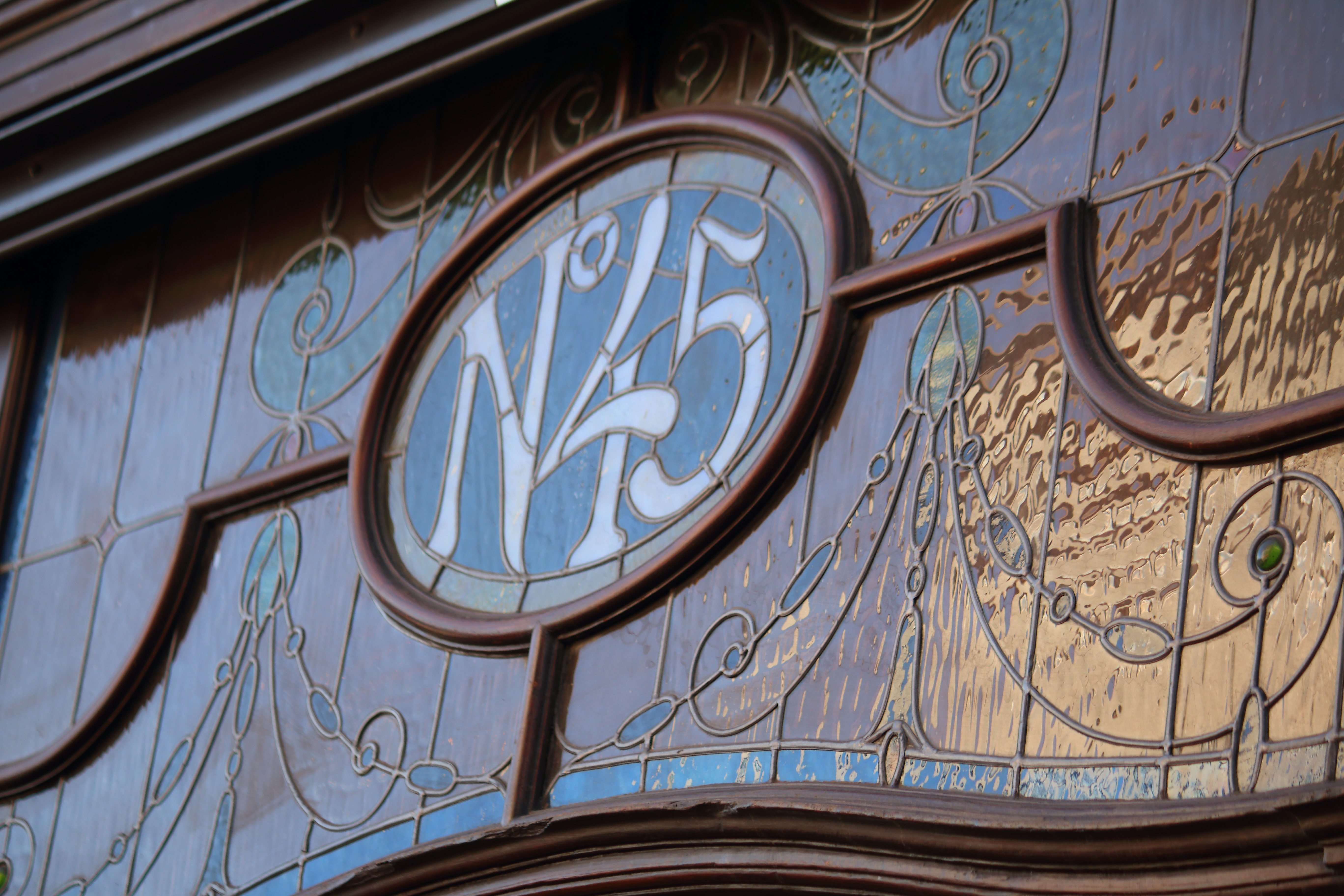
Casa modernista, Stationsstraat
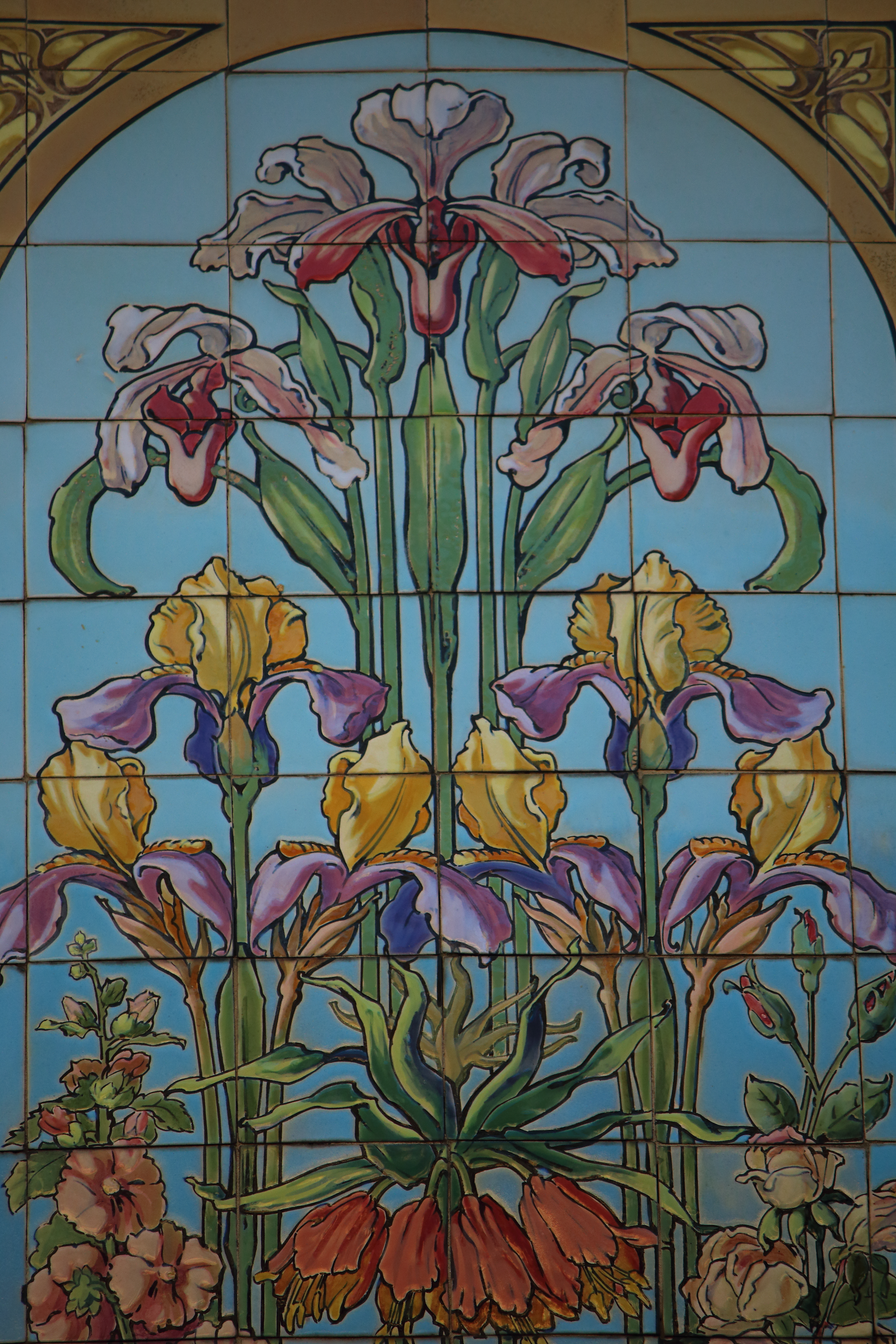
Casa modernista, Hoogstraat
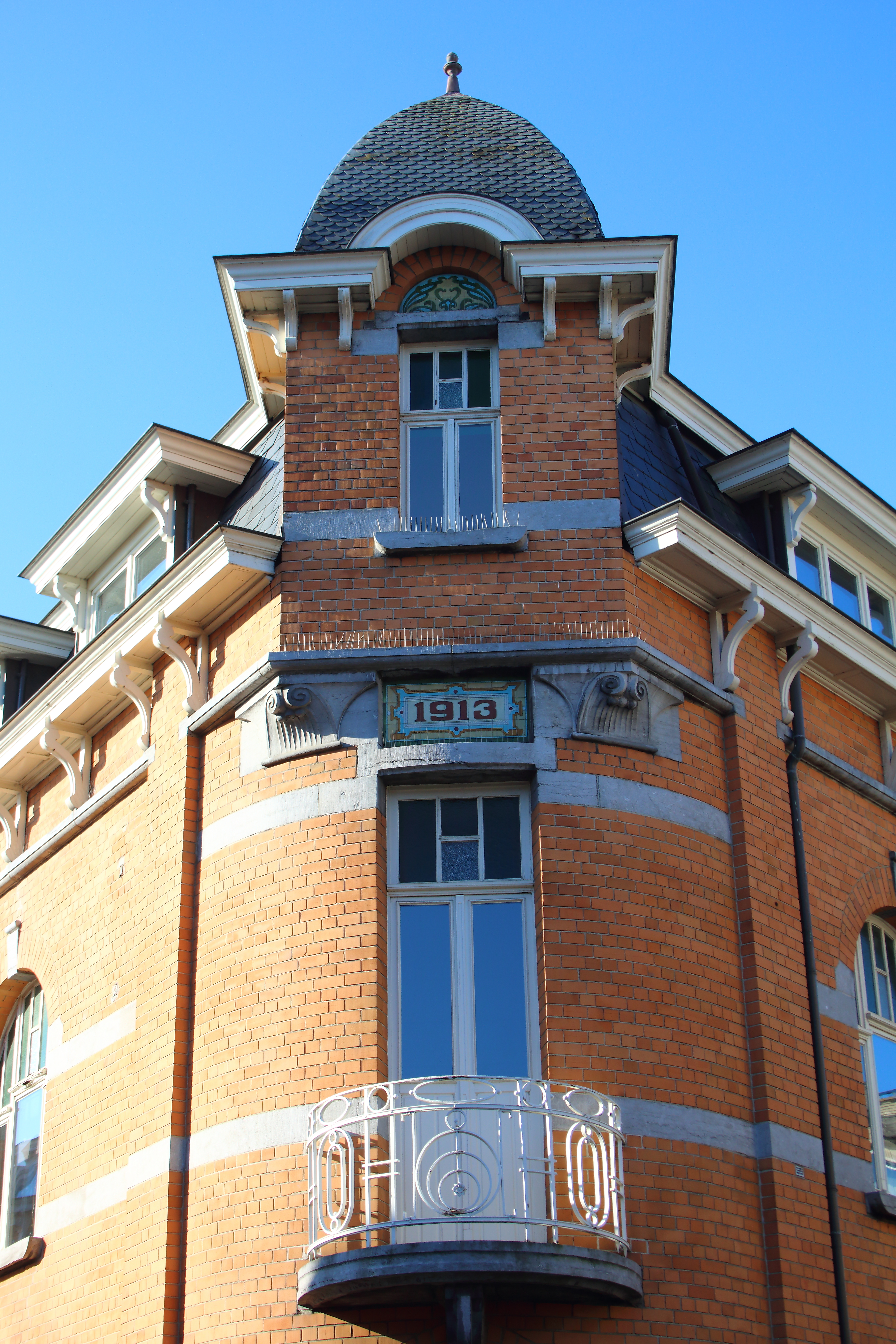
Casa modernista, Laurens De Metsstraat
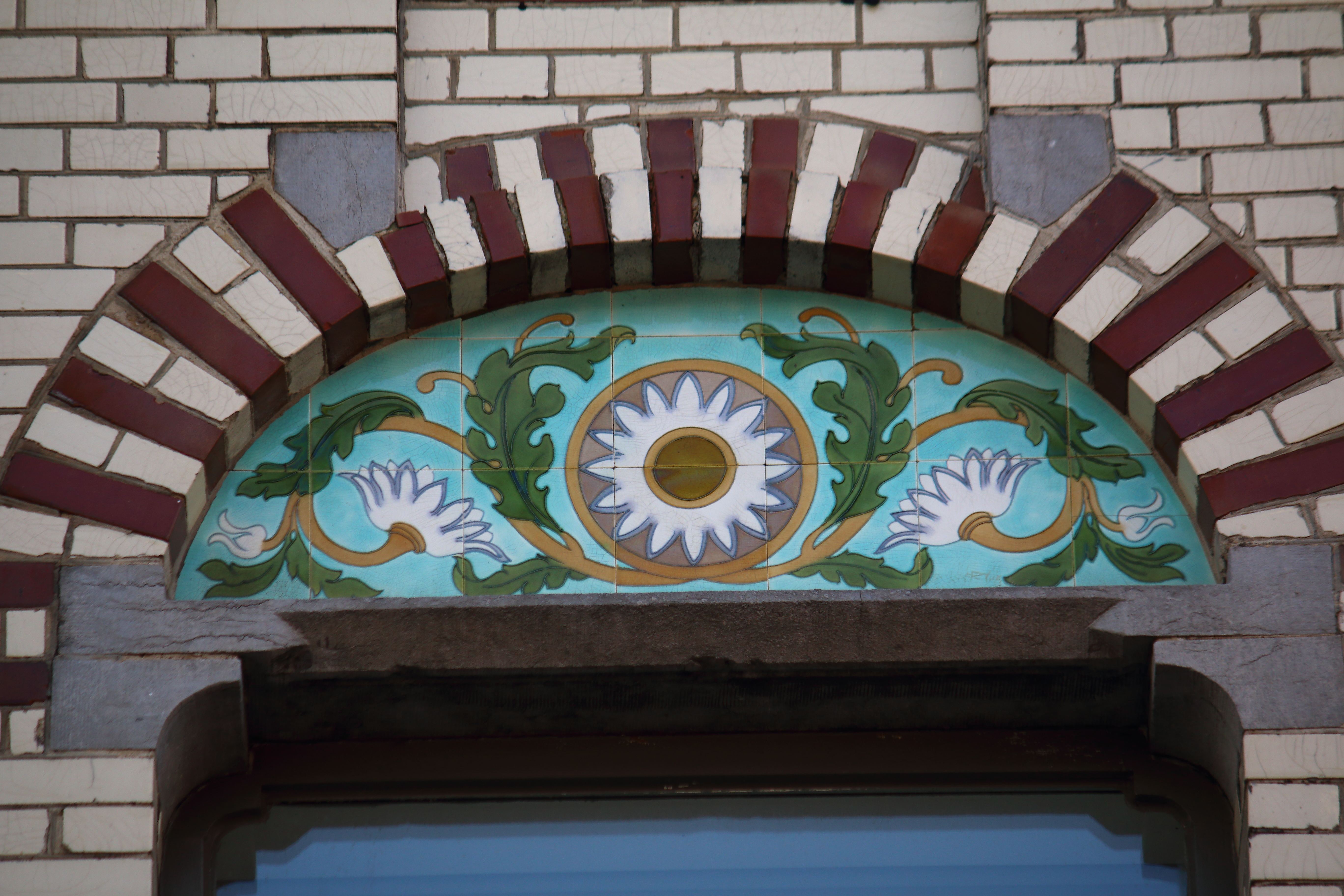
Casa modernista, Léonce Roelsstraat
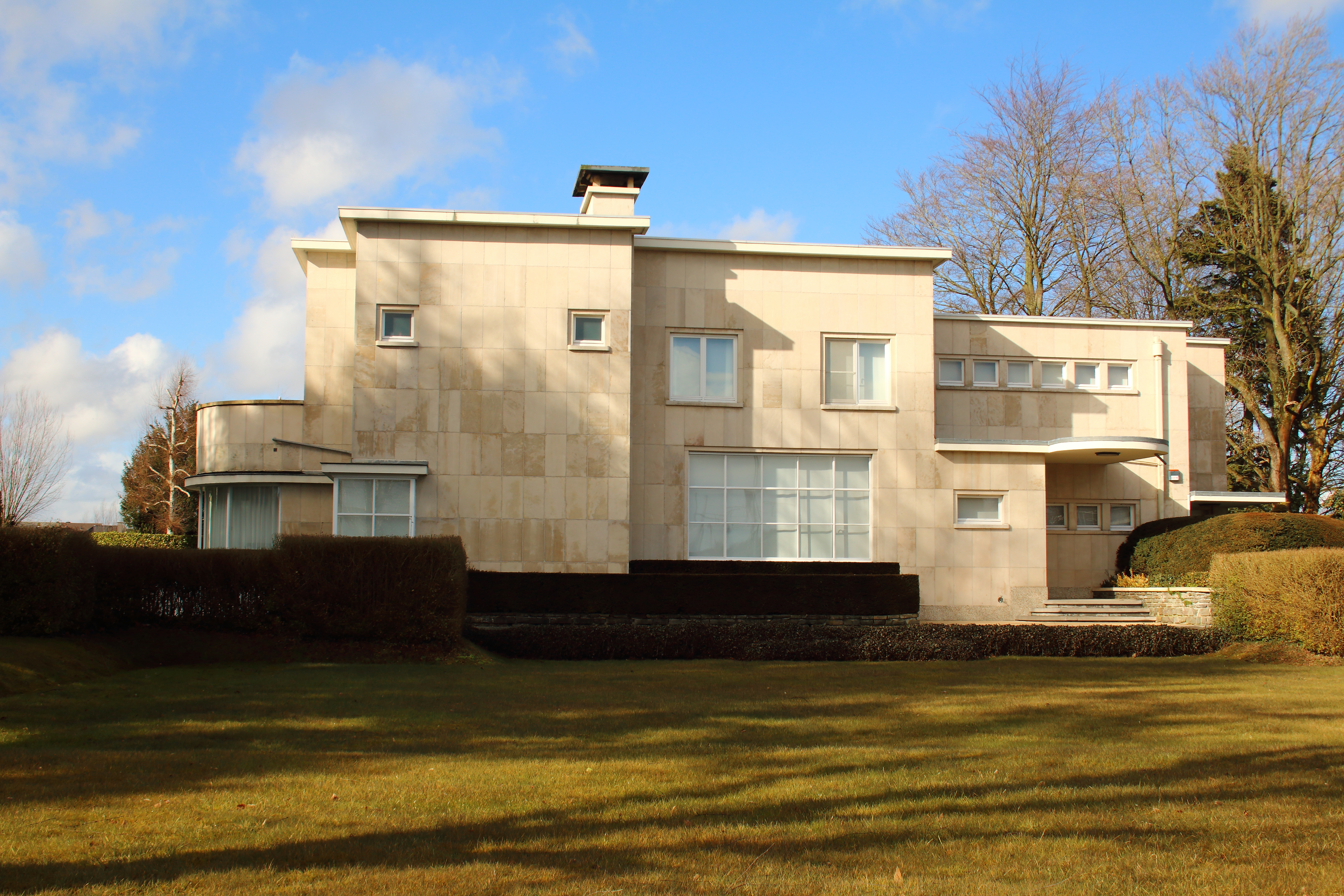
Casa Bruggenhoek, art déco
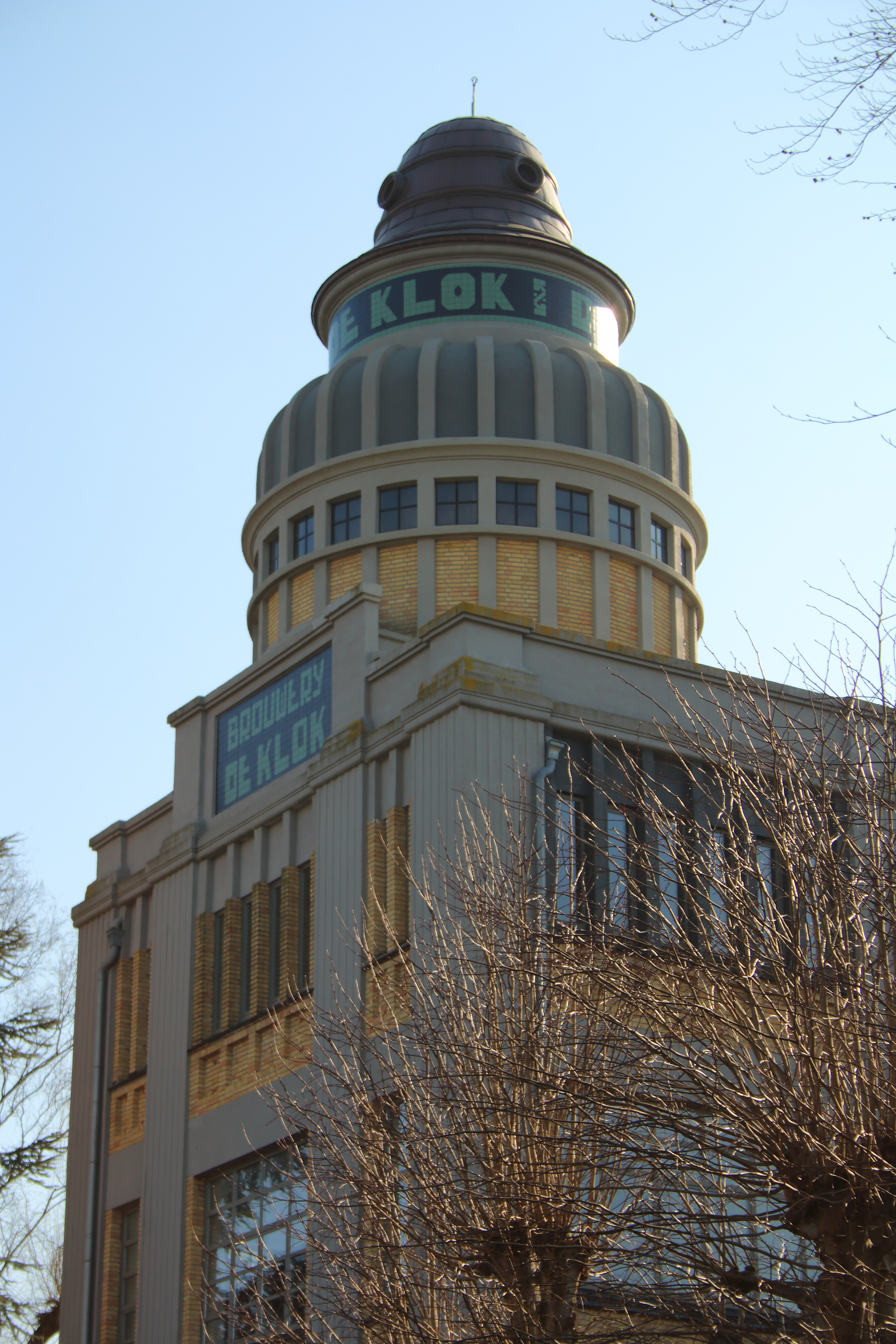
Antigua cervecería 'De Klok'
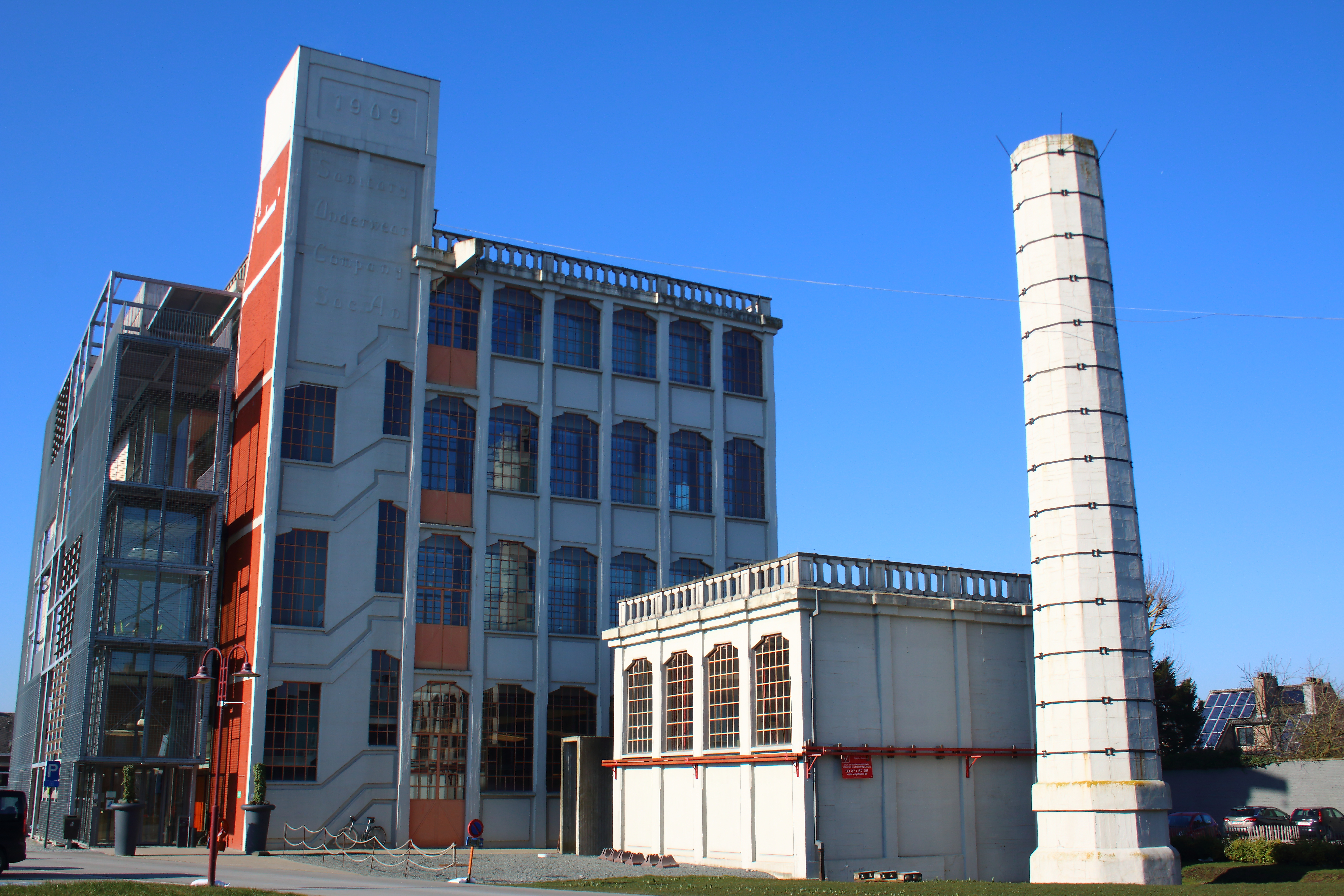
Antigua fábrica de textiles 'Sanitary', ahora centro administrativo de la ciudad
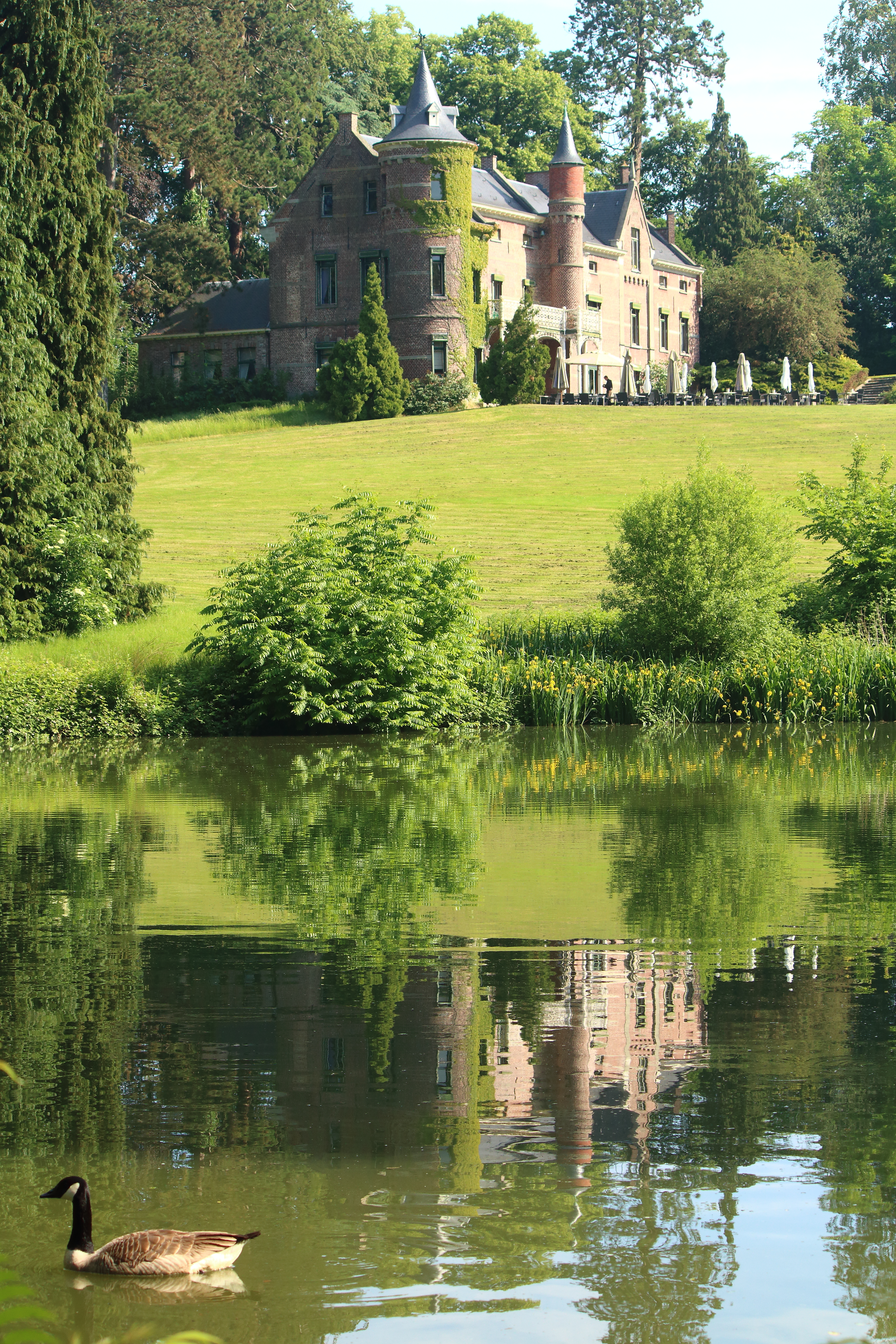
Parque y castillo de Breivelde
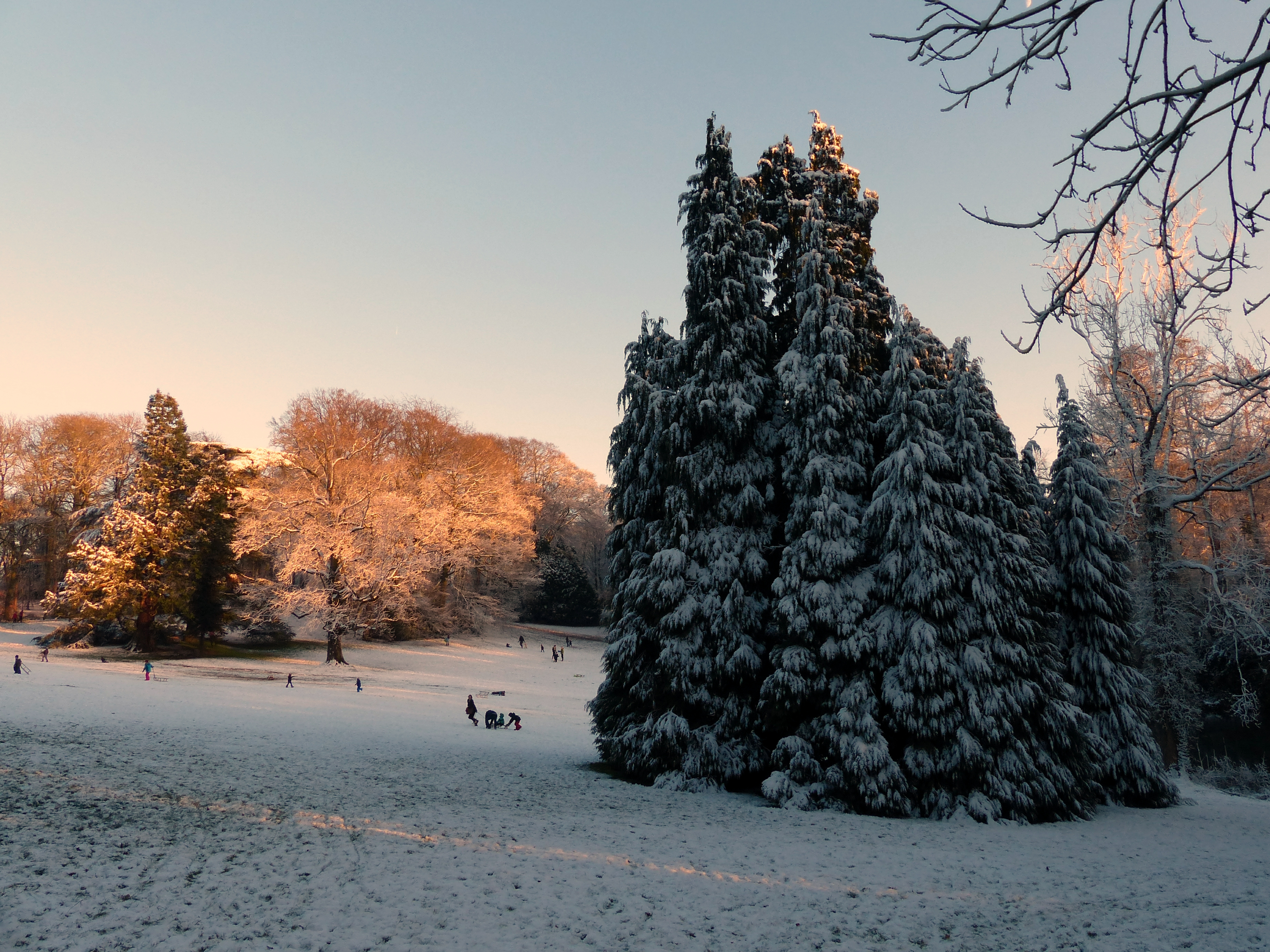
Parque de Breivelde
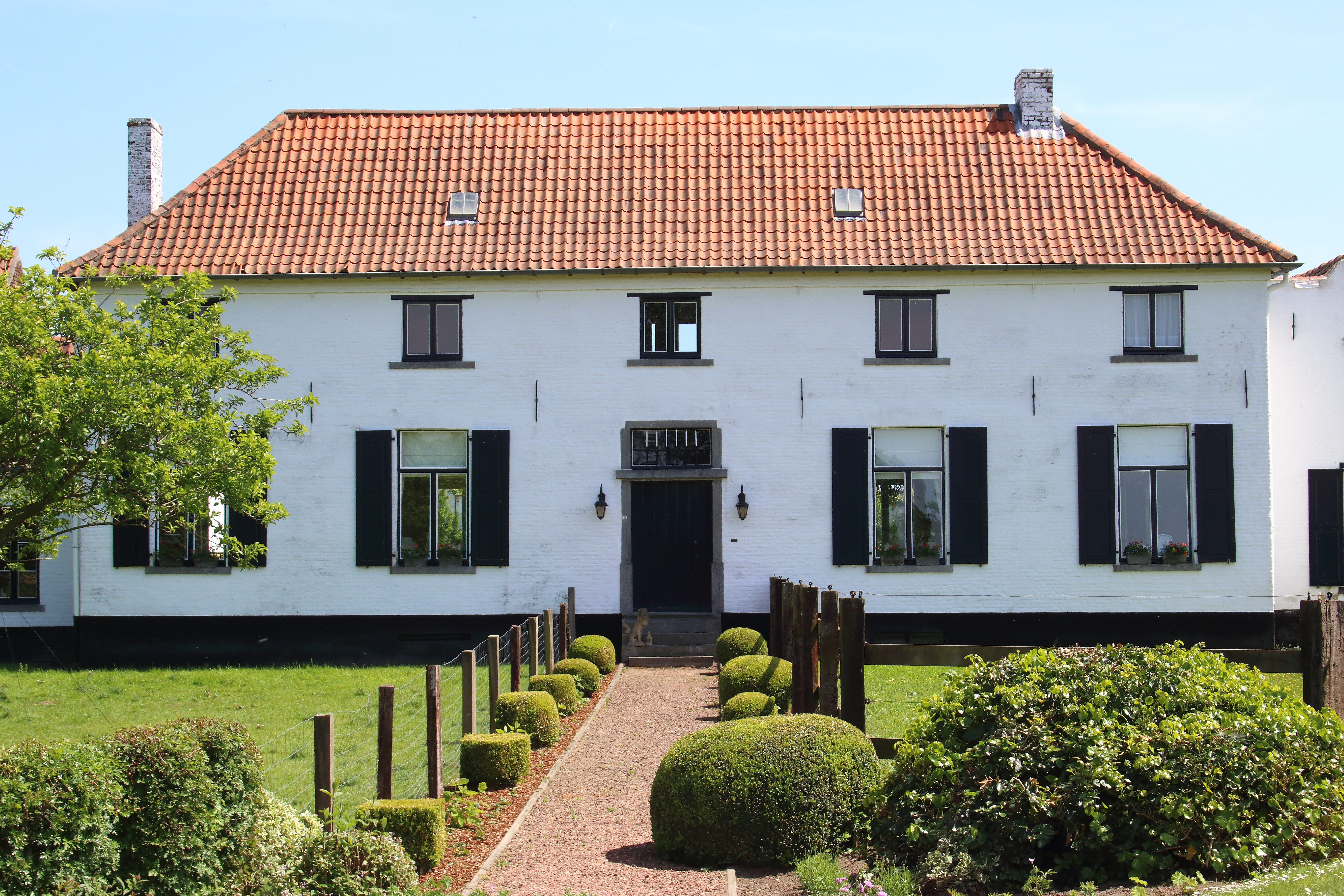
Antiguas granjas 'Munkboshoeven'
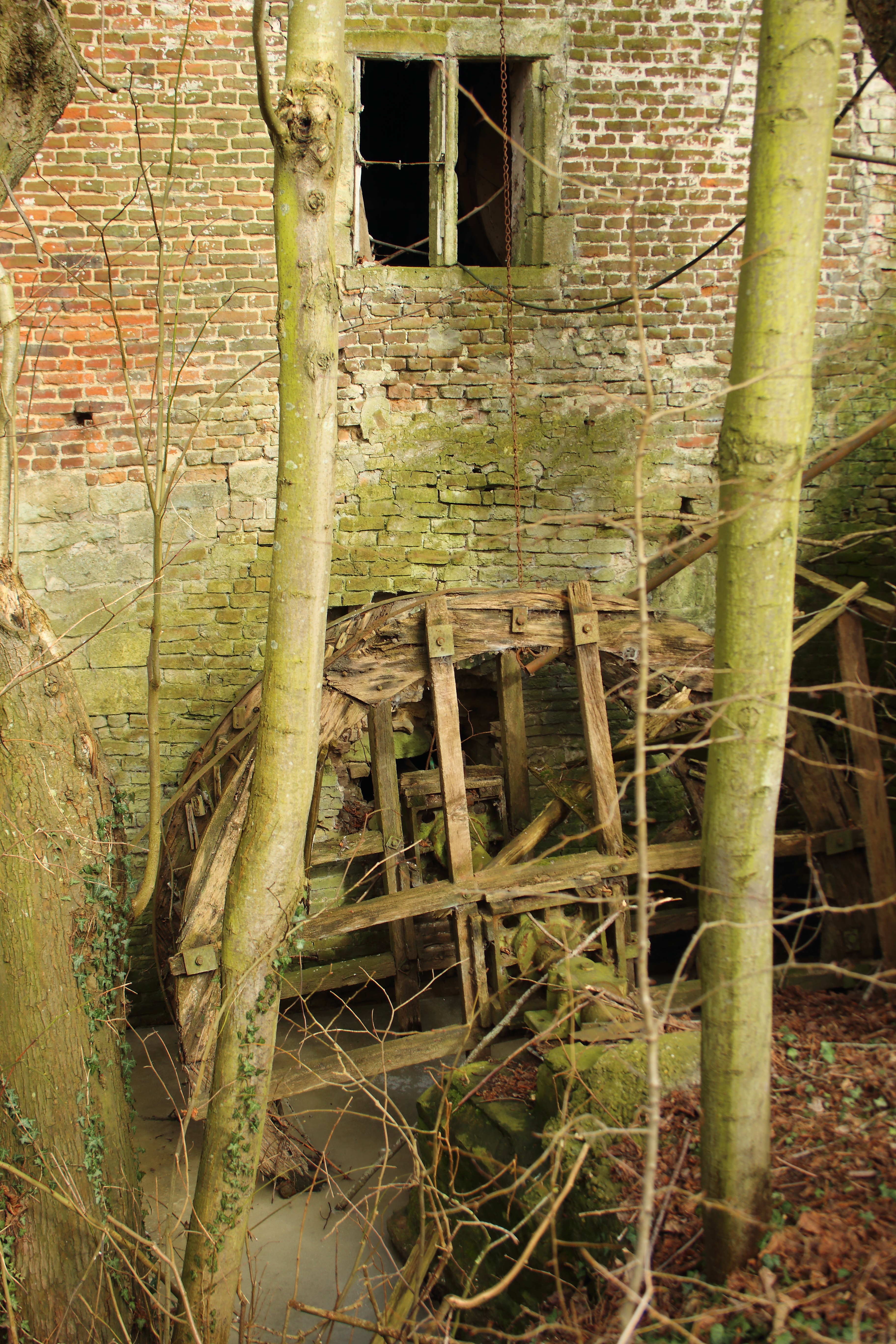
Molino 'Driesmolen'
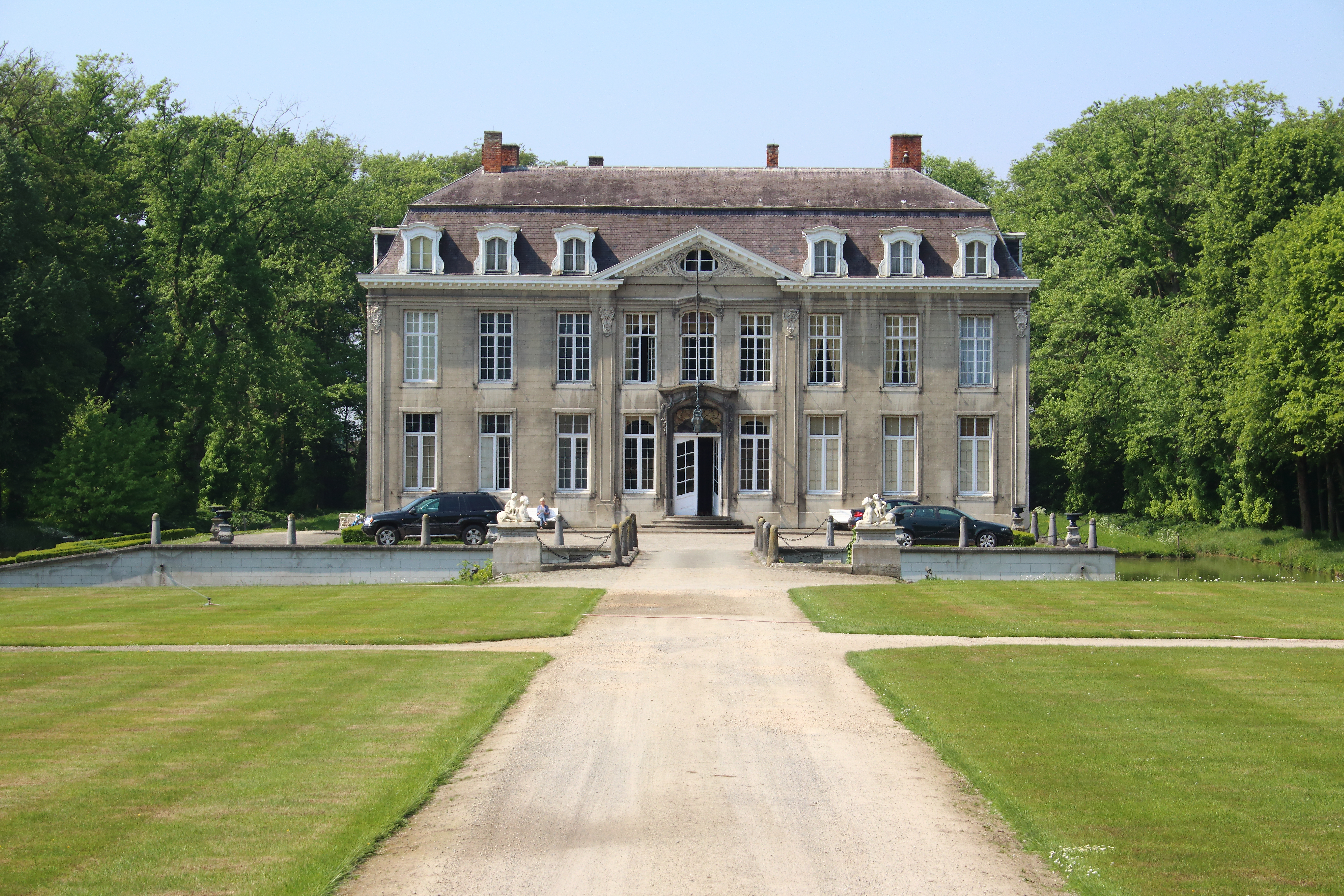
Palacio de Leeuwergem
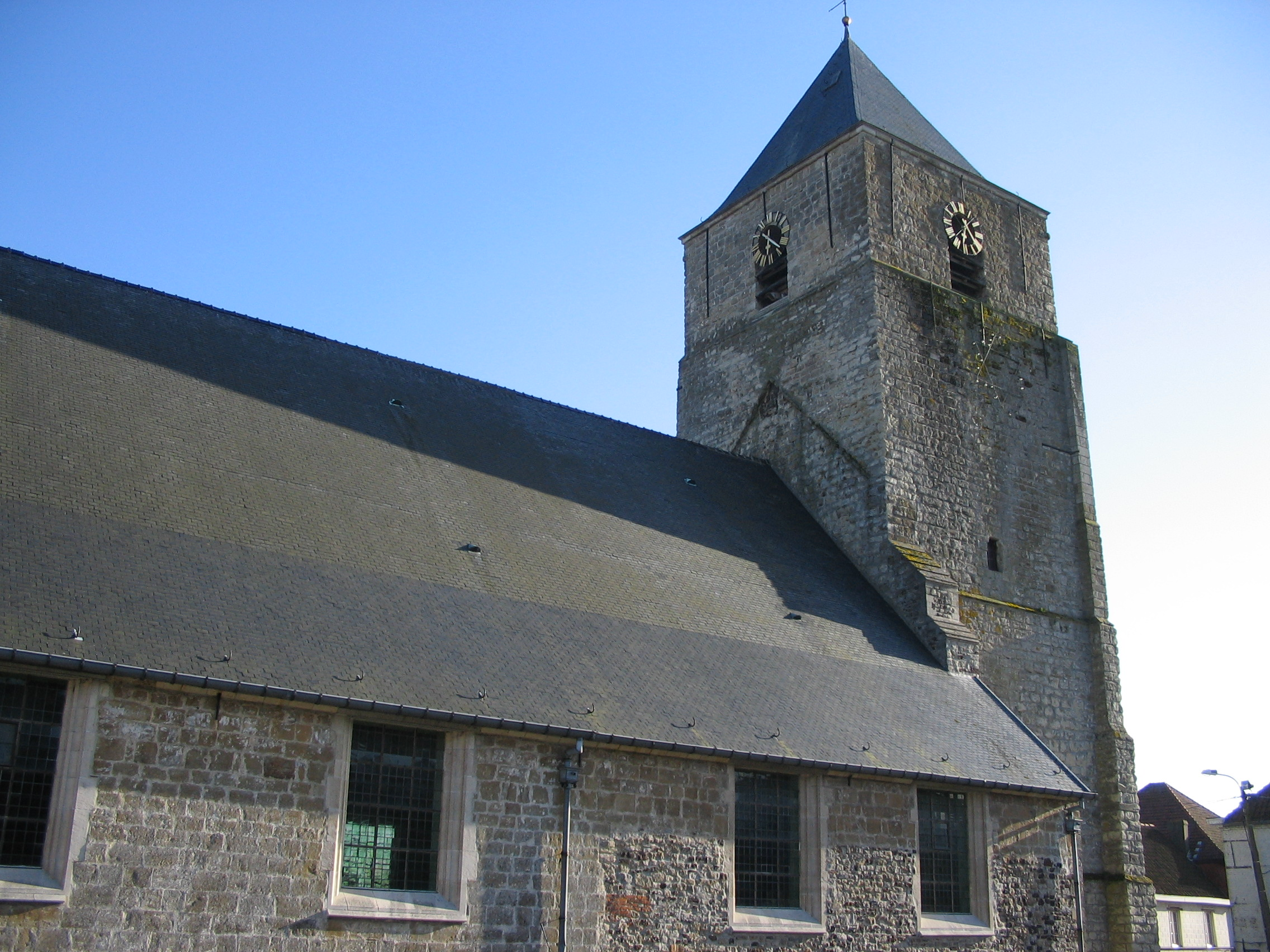
Iglesia de San Martín, Velzeke
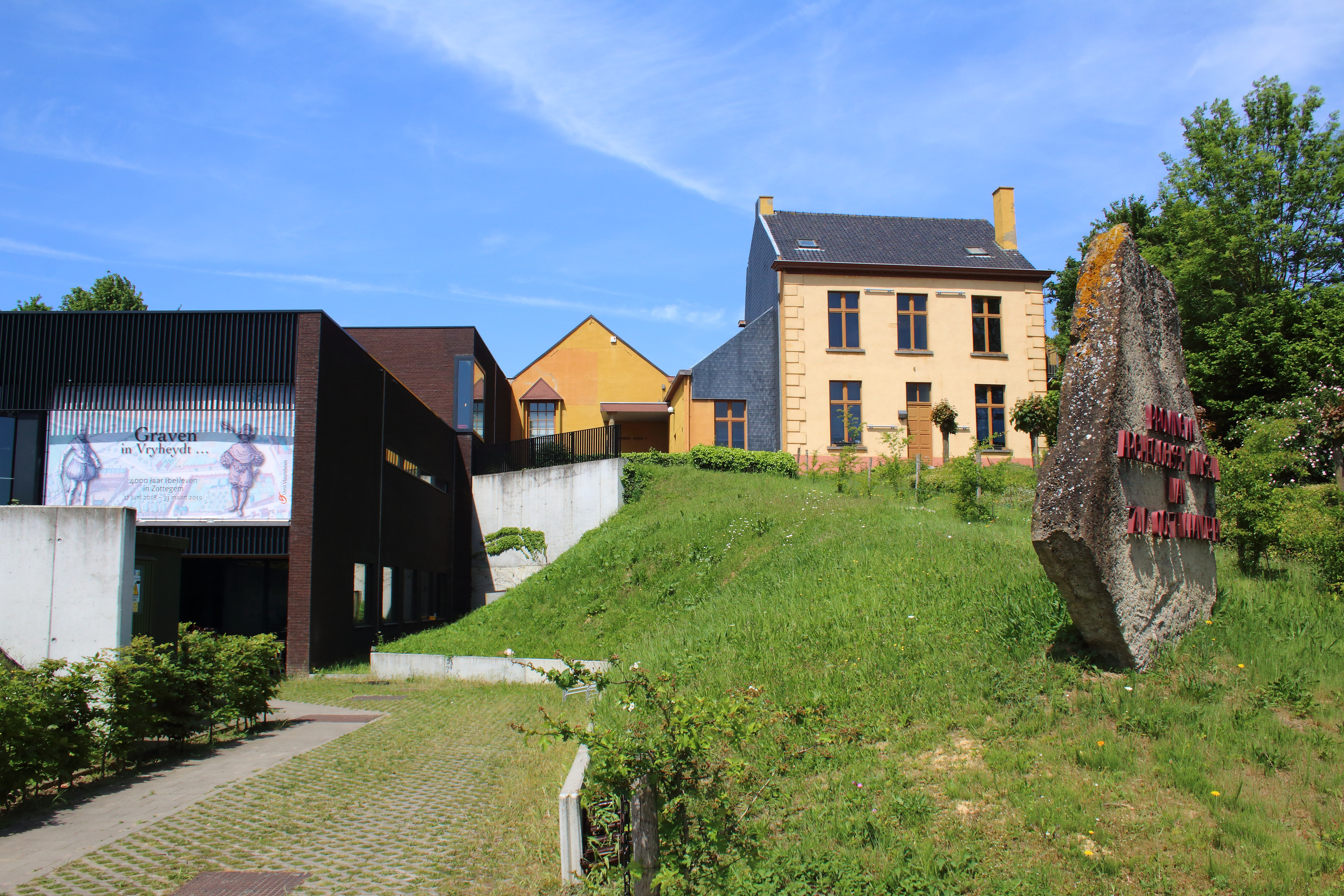
Museo arqueológico 'Provinciaal Archeocentrum Velzeke (AVE)'
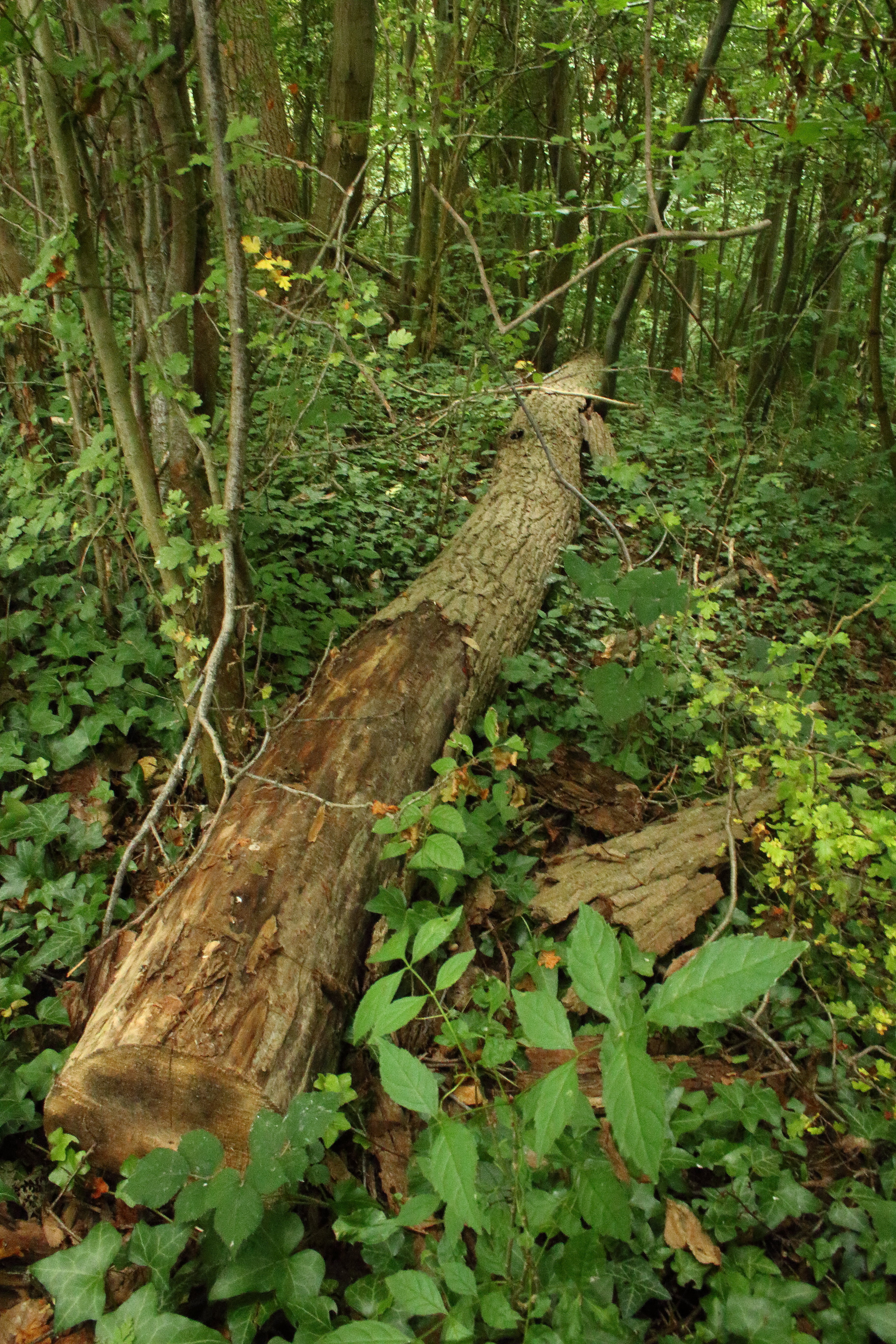
Reserva natural 'Steenbergse bossen'
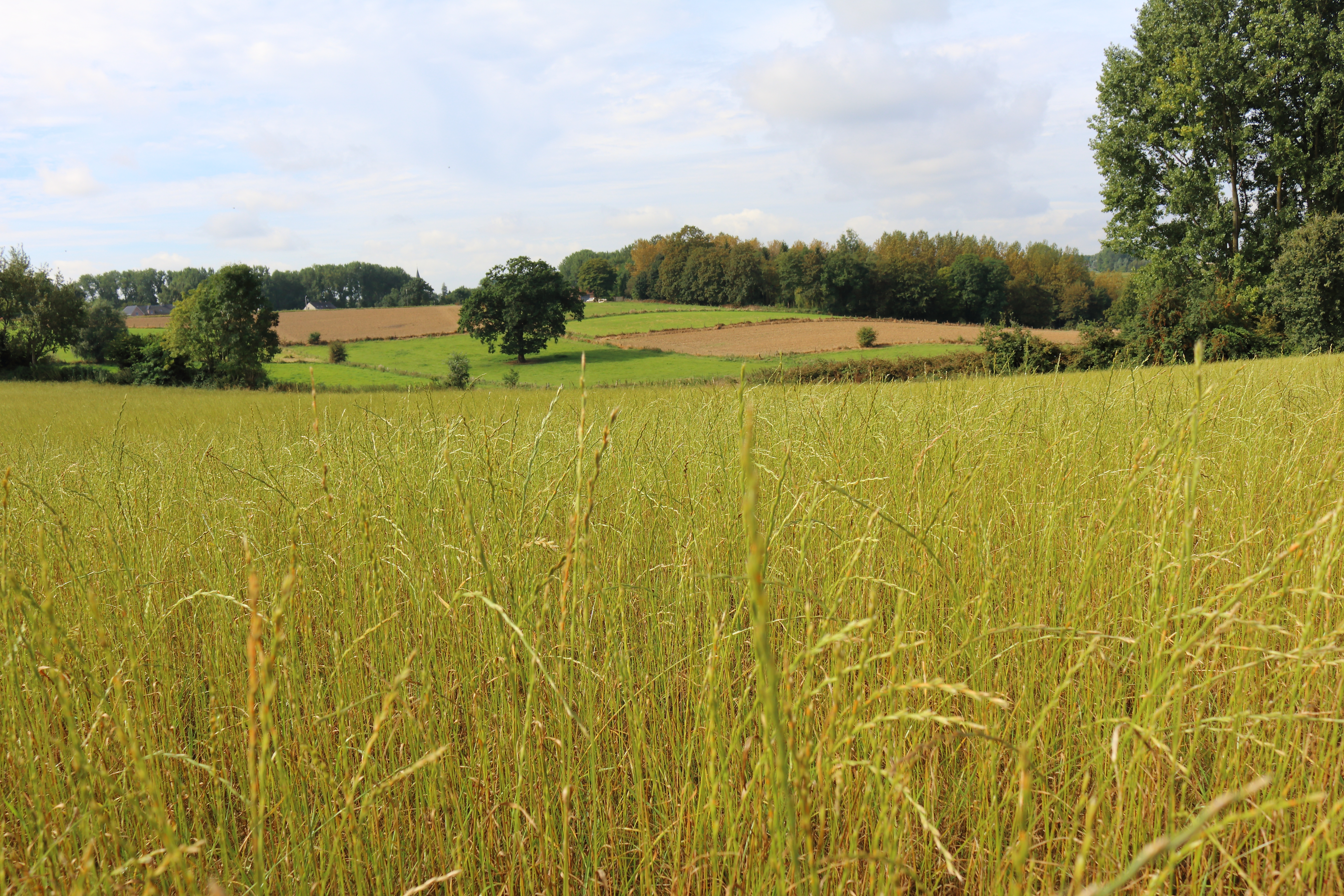
Reserva natural 'Steenbergse bossen'
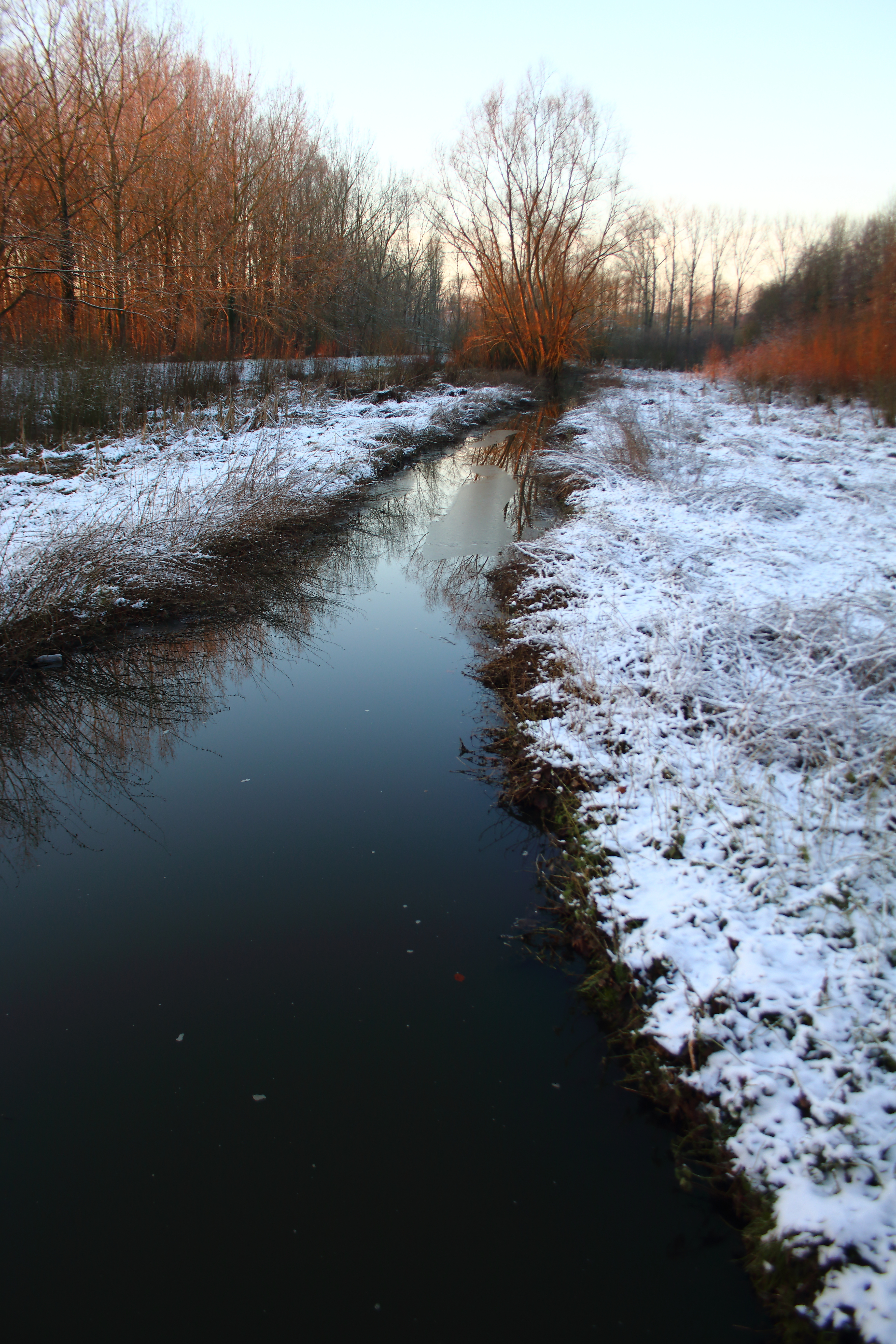
Reserva natural 'Wachtspaarbekken Bettelhovebeek'
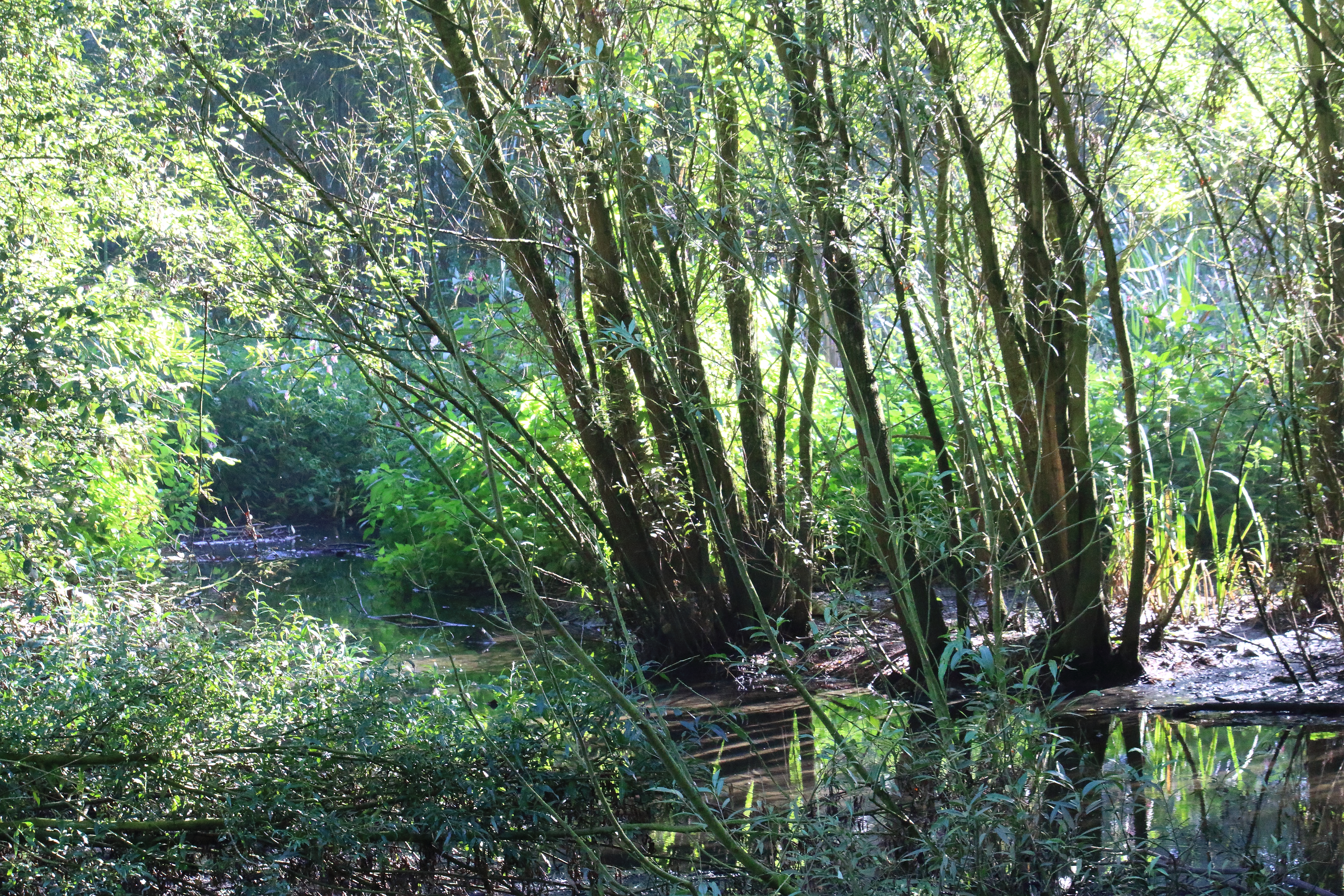
Reserva natural 'Wachtspaarbekken Bettelhovebeek'
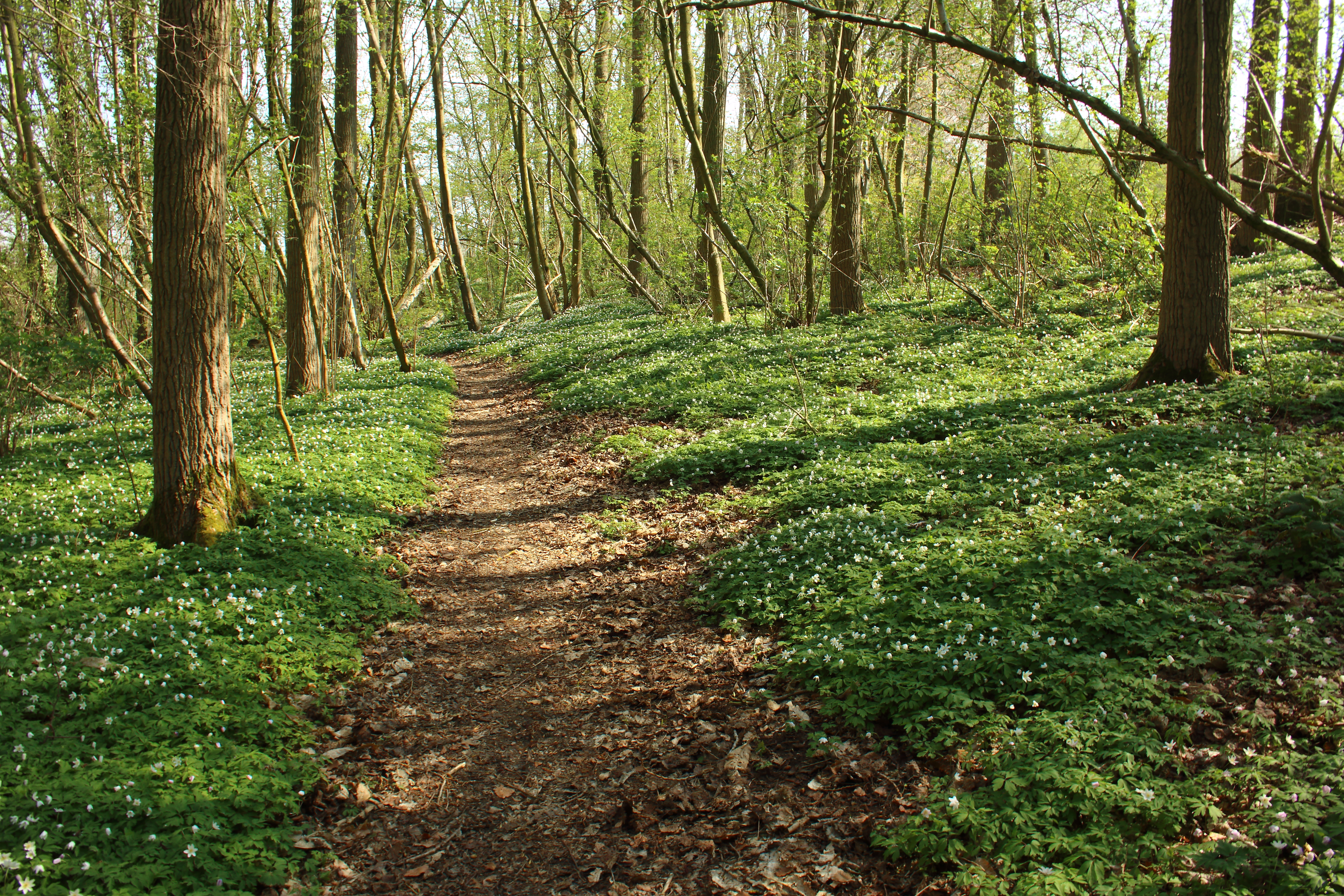
Reserva natural 'Kloosterbos'
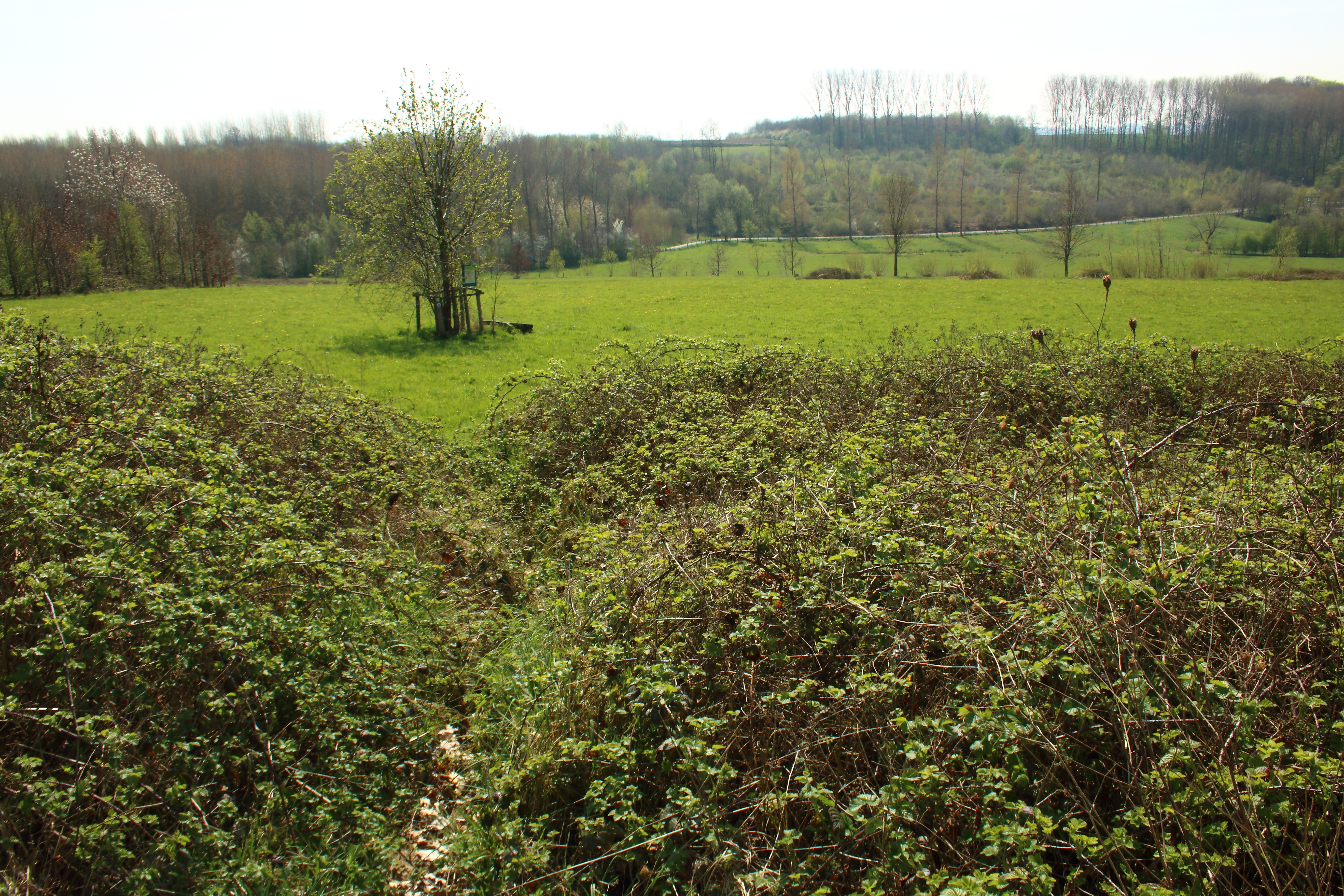
Reservas naturales 'Middenloop Zwalm (Vossenhol)' y 'Kloosterbos'
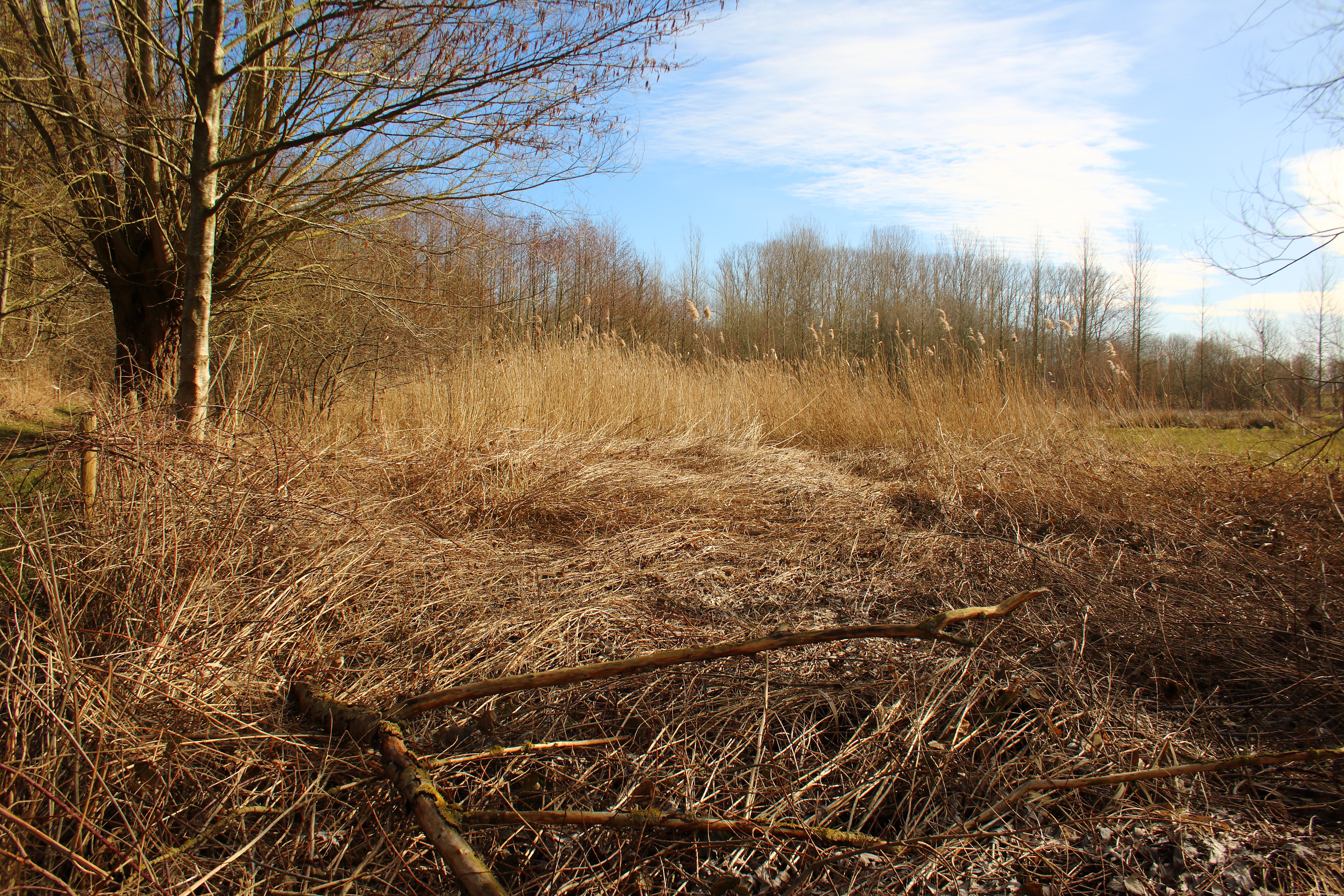
Reserva natural Middenloop Zwalm (Jan de Lichte)'
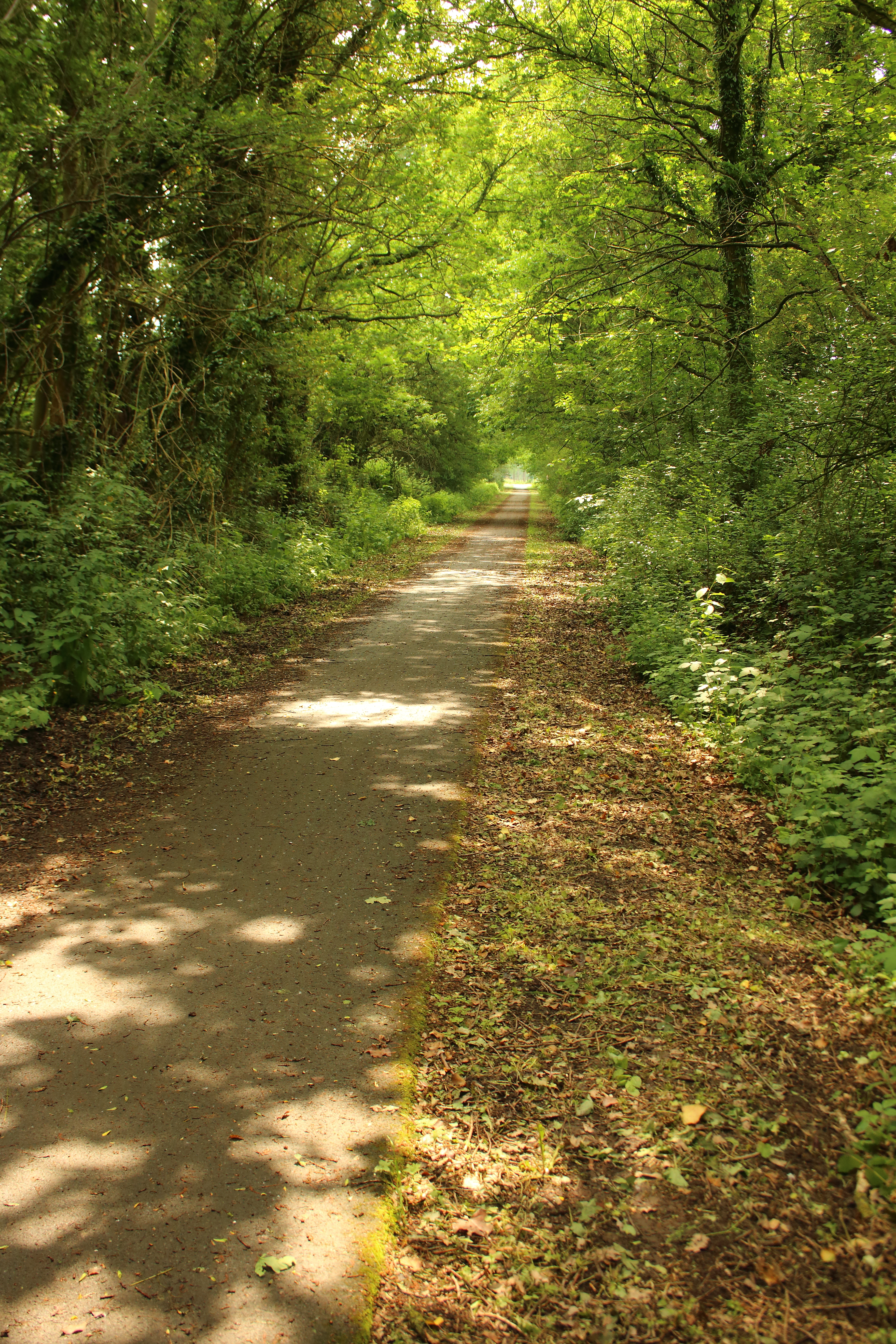
vía verde (antiguo ferrocarril) del 'Mijnwerkerspad' (vía de los mineros), reserva natural 'Middenloop Zwalm'